# 桜木町駅
桜木町駅（さくらぎちょうえき）は、神奈川県横浜市中区にある、東日本旅客鉄道（JR東日本）・横浜市交通局（横浜市営地下鉄）・泉陽興業（YOKOHAMA AIR CABIN）の駅である。
1872年（明治5年）、日本で最初に鉄道が開通した時に初代の横浜駅として開業した。その後、東海道本線の延伸に伴い「横浜駅」の名称を2代目横浜駅（国道1号高島町交差点付近に所在）に譲り、1915年に「桜木町駅」に改称された。2004年1月30日までは東急東横線も乗り入れていた。

## 乗り入れ路線
JR東日本の根岸線、横浜市営地下鉄のブルーライン（3号線）、泉陽興業のYOKOHAMA AIR CABIN（索道）が乗り入れている。YOKOHAMA AIR CABINは、他社局での乗り換え案内は行われていない。
JRと地下鉄は各路線ごとに駅番号が付与されている。なお、当駅におけるJRと横浜市営地下鉄との連絡運輸は設定されていない（隣の横浜駅と関内駅が指定されている。ただし乗り換え案内は実施）。
- JR東日本： 根岸線 - 駅番号「JK 11」
- 横浜市交通局： 横浜市営地下鉄ブルーライン - 駅番号「B18」

JR東日本の駅には、根岸線と直通運転を行っている京浜東北線の電車のほか、東神奈川駅から直通している横浜線の電車も日中の多くの電車と朝晩の一部電車が当駅へ乗り入れを行っている。当駅からは東海道本線支線（高島線）が分岐しているが、この高島線は基本的に貨物列車専用であり、定期旅客列車の運行はない。
横浜線の昼間時の根岸線直通電車は全列車が当駅折り返しであり、横浜線快速電車も平日は全ての電車が当駅折り返しで運行されている。

## 歴史

### JR東日本
かつての横浜駅であり、品川駅と並ぶ日本初の鉄道の駅である。その説明板が駅構内および関内方のガード沿い（旧駅前広場）にある。
- 1872年（明治5年）
  - 6月12日（明治5年5月7日）：横浜駅として品川駅 - 当駅間の仮開業に伴い開設[1]。
  - 10月14日（明治5年9月12日）：新橋駅（後の汐留駅） - 当駅間で鉄道が正式開業。駅舎はアメリカ人リチャード・ブリジェンスの設計（日本の鉄道開業も参照）。
- 1873年（明治6年）9月15日：貨物の取り扱いを開始[1]。
- 1887年（明治20年）7月11日：官設鉄道が国府津駅まで延伸開業、スイッチバック式の配線となる。
- 1909年（明治42年）10月12日：東海道本線所属駅となる。
- 1915年（大正4年）
  - 8月15日：横浜駅（2代目）開業により桜木町駅に改称[1]、東海道線の電車線の終点駅となった。程ヶ谷駅（現在の保土ケ谷駅）への路線が廃止され、スイッチバックが解消。
  - 12月30日：貨物の取り扱いを廃止[1]。東横浜駅と敷地を分割して貨物業務を移管。
- 1923年（大正12年）9月1日：関東大震災により、開業時からの駅舎は焼失。
- 1927年（昭和2年）：駅舎改築。
- 1951年（昭和26年）4月24日：構内で京浜線電車が全焼し、死者106名・負傷者92人を出す大惨事となる（桜木町事故、国鉄戦後五大事故の一つ）。
- 1964年（昭和39年）
  - 5月19日：根岸線が磯子駅まで開通[2]、同時に根岸線所属に変更。
  - 6月1日：東海道本線貨物支線（高島線）が高島駅まで開通。
- 1973年（昭和48年）7月21日：みどりの窓口の営業を開始[新聞 2]。
- 1985年（昭和60年）3月14日：荷物扱い廃止[1]。
- 1987年（昭和62年）4月1日：国鉄分割民営化により、東日本旅客鉄道の駅となる[1]。
- 1989年（平成元年）3月17日：横浜博覧会の開催に合わせて、駅舎を移転・新築（現駅舎）[新聞 3]。
- 1993年（平成5年）6月16日：自動改札機を設置し、供用開始[3]。
- 1998年（平成9年）：「関東の駅百選」に選定される[4]。選定理由は「明治5年に開業した鉄道発祥の地の駅で、現在は『みなとみらい21』都市の玄関口となっている駅」[4]。
- 2001年（平成13年）11月18日：ICカード「Suica」の利用が可能となる。
- 2007年（平成19年）：改札内にエレベーターを新設。
- 2014年（平成26年）
  - 7月1日：北改札および東西通路を開設[報道 1][新聞 4]。
  - 7月16日：横浜ステーシヨンビルが管理・運営する商業施設「CIAL桜木町」が開業[報道 1][新聞 5]。同時に「桜木町駅西口広場」もオープン[報道 2]。
- 2015年（平成27年）7月25日：発車メロディを『線路は続くよどこまでも』に変更。
- 2018年（平成30年）8月10日：1・4番線でホームドアの使用を開始[注 2][報道 3][新聞 6]。
- 2020年（令和2年）6月27日：当駅の南側に新南口（市役所口）を開設及び隣接する複合ビル「JR桜木町ビル」（ホテル「JR東日本ホテルメッツ横浜桜木町」・商業施設「CIAL桜木町ANNEX」が併設）が開業（後節参照）[報道 4][報道 5]。
- 2025年（令和7年）5月22日：同日10時30頃、発車メロディがJRE-IKST-007（全番線音色違い）に変更され、『線路は続くよどこまでも』の使用を終了。
- 2025年（令和7年）度：2・3番線ホームでスマートホームドアの使用を開始（予定）[報道 6]。

### 横浜市営電車（廃止）
- 1904年（明治37年）7月15日：路面電車の横浜電気鉄道(のちの神奈川線）が開業し、大江橋付近に大江橋停留所を、現在の横浜ランドマークタワー付近に停留所（名称不明）を設置。
- 1914年（大正3年）：京浜線（現 東海道本線）の改良工事に伴い、横浜電気鉄道神奈川線を国道16号に移設し、桜木町駅前停留所・紅葉坂停留所を設置。
- 1970年（昭和45年）：横浜市営電車神奈川線の廃線にともない、桜木町駅前停留所を廃止。

### 横浜市営地下鉄
- 1976年（昭和51年）9月4日：3号線横浜 - 伊勢佐木長者町間の開通時に開業。
- 2007年（平成19年）
  - 3月18日：ICカード「PASMO」の利用が可能となる。
  - 5月12日：ホームドア使用開始。[要出典]
- 2008年（平成20年）3月30日：3号線に「ブルーライン」の愛称を付与。
- 2012年（平成24年）5月1日：docomo Wi-Fiによる、公衆無線LANサービス開始。
- 2015年（平成27年）7月18日：ダイヤ改正により運転を開始した快速の停車駅に設定される。

### 東京急行電鉄（廃止）
2004年1月30日までは東京急行電鉄（現：東急電鉄）東横線の終着駅だったが、2日後の2月1日の横浜高速鉄道みなとみらい線の開業により東横線が横浜駅からみなとみらい線への相互直通運転を開始したため、廃止された。
- 1932年（昭和7年）3月31日：東京横浜電鉄（のちの東京急行電鉄）の東横線が高島町駅から延伸開業し、その終着駅として開業[5]。
- 1956年（昭和31年）9月10日：高島町 - 当駅間が複線化[6]。
- 1971年（昭和46年）2月20日：駅業務システムの自動化モデル駅として、祐天寺駅、学芸大学駅と共に自動改札機を設置（5台）。自動券売機を磁気券化し、エンコード可能な定期券発行機を新設した。
- 2001年（平成13年）3月28日：ダイヤ改正により東横線の特急運行が開始。
- 2004年（平成16年）
  - 1月30日：横浜高速鉄道みなとみらい線の開業に伴い、この日の終電をもって営業終了[報道 7]。
  - 1月31日：廃止[報道 7]。
- 2013年（平成25年）7月：東横線の旧桜木町駅駅舎を解体完了[7]。

下側中央の「停車場」が、初代横浜駅。（明治14年（1881年）発行の地図）
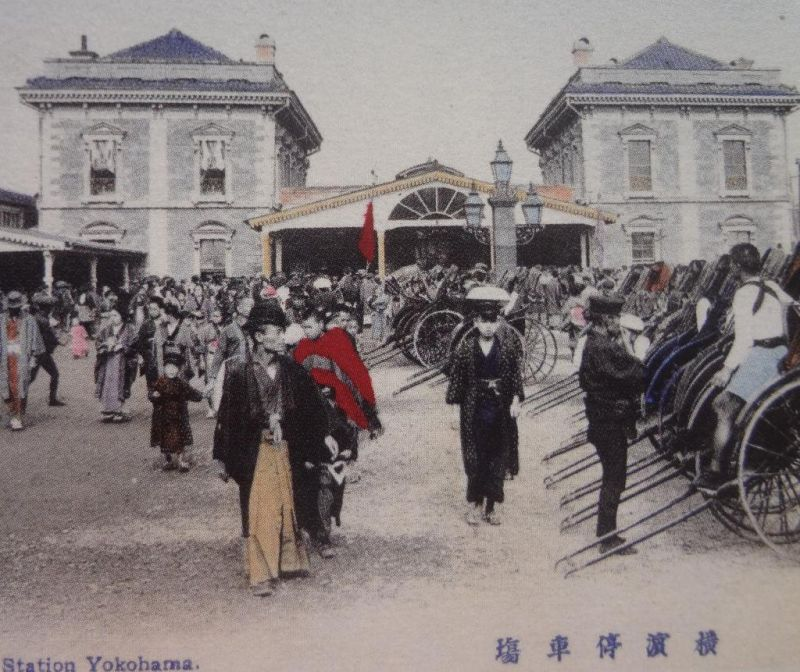
初代横浜駅 駅舎
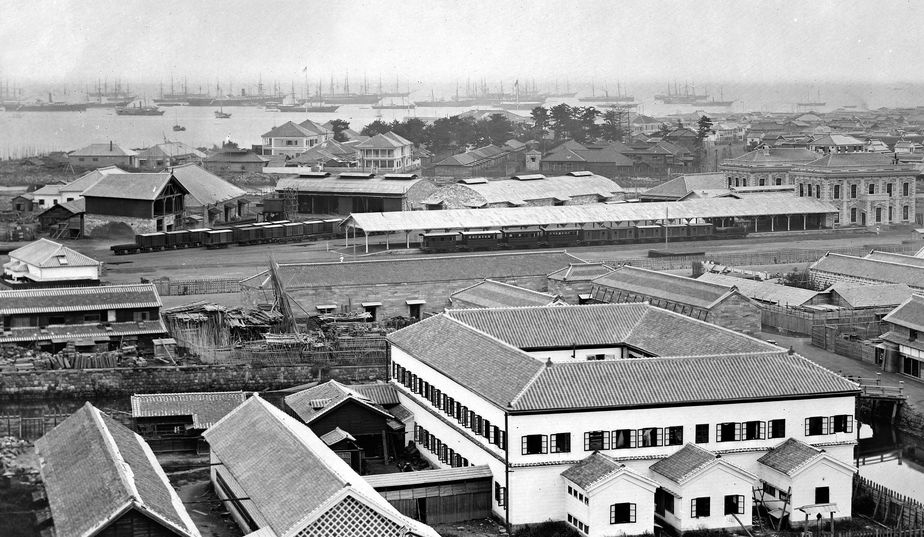
初代横浜駅 全景
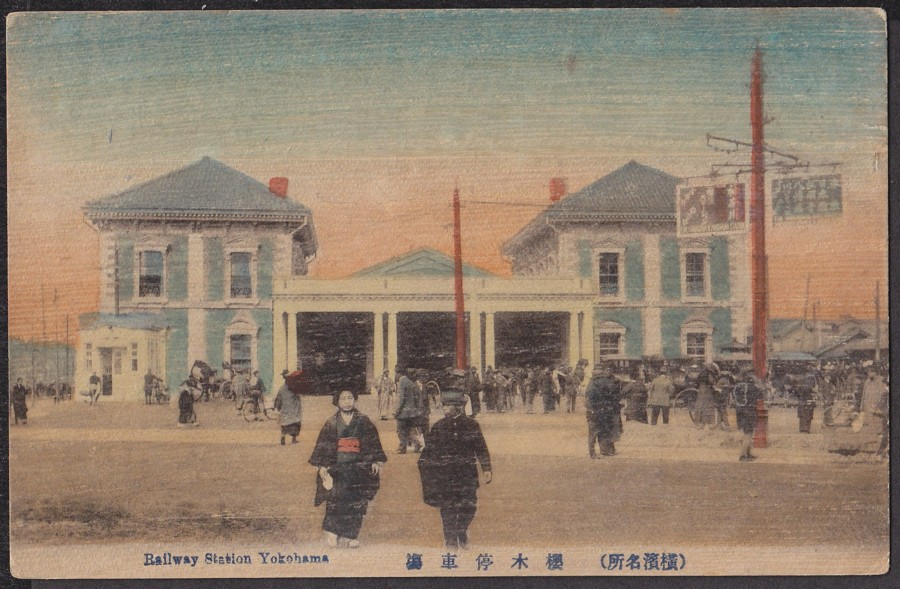
桜木町駅 駅舎
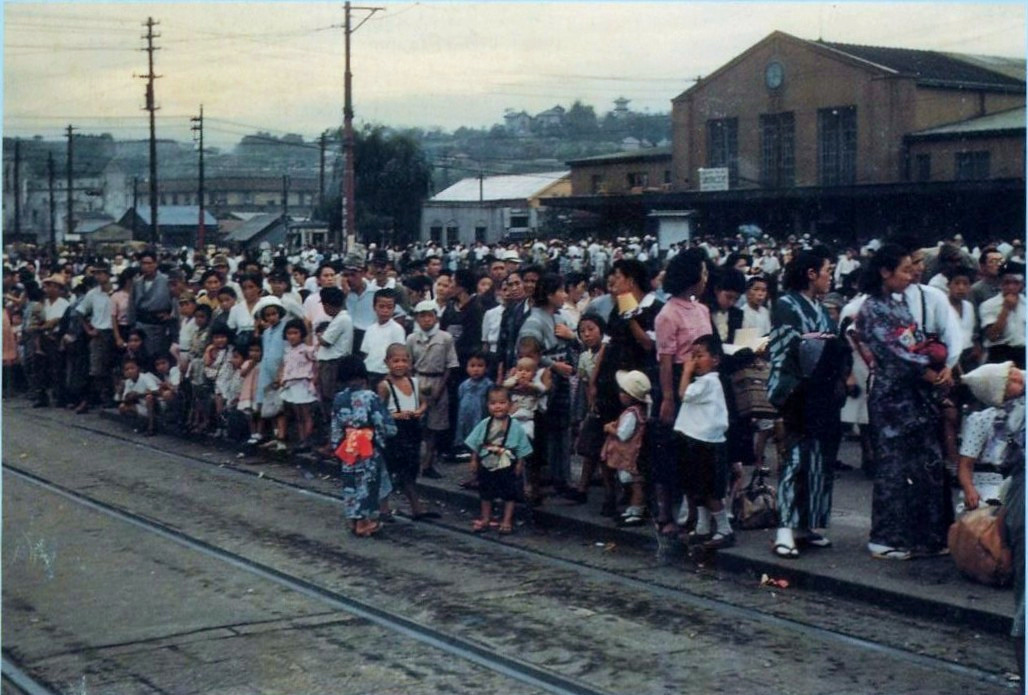
1946年、桜木町駅前で市電を待つ人々（右端が2代目駅舎）
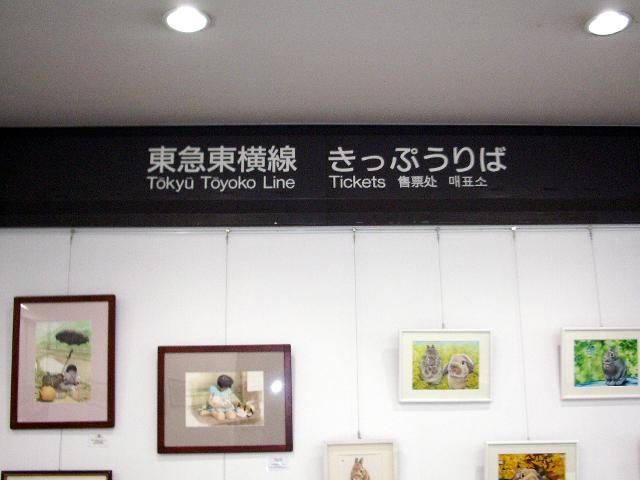
創造空間9001に残る東急東横線の案内表示（2009年6月6日）

### YOKOHAMA AIR CABIN
- 2021年（令和3年）4月22日：開業[8]。

## 駅構造

### JR東日本
島式ホーム2面3線を有する高架駅で、折返し用の中線を2本のホームで共用している。この中線（2・3番線）は関内・磯子方面とはつながっておらず、横浜・東神奈川方面への折り返ししかできないため、2番線を降車専用、3番線を乗車専用としている。2015年3月時点におけるダイヤでは、折り返しは朝時間帯の一部列車とデータイム時（6 - 17時台〈土休日は18時台〉）に横浜線直通列車が、その他の時間帯は京浜東北線直通列車が使用している。夜間留置の列車もこの中線を使用する。
2018年3月19日から、平日22時台の八王子駅発の横浜線電車1本が、東神奈川止まりから当駅止まりに延長され、折返しの当駅始発（23時台）に横浜線直通最終八王子行が設定された。
当駅は高島線と根岸線の合流点に当たるため、両ホーム横浜方の上には遺失物取り扱い所を兼ねた信号扱い所が設けられ、終日運転取扱者がここに常駐する。
直営駅であり、桜木町統括センターの所在駅である。管内には直営駅である関内駅、根岸駅、磯子駅と業務委託駅である石川町駅、山手駅、新杉田駅があり、これらすべての駅を管理する。
エレベーターは改札内と上下各ホームを結ぶものが存在する。改札口はこれまで関内方面の一つだけであったが、2014年7月1日に横浜方面に「北改札」が新設され、これに伴い、従来の改札口には「南改札」という名称が付された（なお、南改札口周辺もリニューアル工事が実施されている）。同時に東西通路も整備され、みなとみらい方面や紅葉坂方面へのアクセスの改善が図られている。なお、北改札にはお客さまサポートコールシステムが導入されており、遠隔対応のため改札係員は終日不在となっている。また、北改札の新設に合わせ、同月16日には高架下を利用した駅併設の商業施設として、JR東日本のグループ会社である横浜ステーシヨンビルが管理・運営する「CIAL桜木町」が開業している。
2018年8月10日には、1・4番線にホームドアが設置され、使用が開始された。8号車横浜寄りのドア位置が京浜東北線用10両編成と横浜線用8両編成で異なる為、両方のドア位置に対応した幅の広いホームドアが初めて採用されており、東神奈川駅など横浜線乗り入れ区間の他駅でも採用されている。
さらに2020年度をめどに、大船寄りに三つ目の改札を整備する計画が進められた。駅舎を南側に延伸した上で、「鉄道創業の地」記念碑がある広場付近（地下道への入口と横浜桜木郵便局の間辺り）に新たな改札を設ける計画としており、線路（ホーム）階では2・3番線の線路終端部の先で両ホームの延伸部を接続させ（コの字型のホームとなる）、1-4番線共通のエスカレーター・エレベーター・階段で新改札がある地上階へ通じる構造となっている。駅近隣南西側にあった横浜市有地（約474 m2）をJRに売却した上で、駅舎に接しているJR東日本所有の隣接地（約3,319 m2）と合わせて一体開発する計画も2018年1月に発表されており、敷地内には宿泊施設（ホテル）や子育て支援施設（保育所）などからなる12階建ての複合ビルを建設（敷地面積約2,000 m2）し、新改札から同ビルへの専用改札口も設置する計画である。その後、複合ビルの詳細が同年9月に発表され、高層部（3-12階）には「JR東日本ホテルメッツ 横浜桜木町」、低層部（1-2階）には店舗・子育て支援施設などからなる「CIAL桜木町 ANNEX」を配置するとしている。この他、新改札付近から2020年に新市庁舎が完成する北仲通地区方面に向けて大岡川を横断するペデストリアンデッキ「さくらみらい橋」の整備も進める。新改札の設置により同地区や野毛地区、馬車道地区といった周辺地区の結節点として回遊性の向上や駅混雑の緩和などが期待されている。
2020年1月、JR東日本は駅南側に隣接する複合ビルの名称を「JR桜木町ビル」とし、同ビルと付近に設置する新改札の供用開始時期について同年6月下旬を予定していること、初代横浜駅の跡地であることにちなんでビル1階に旧横濱鉄道歴史展示「旧横ギャラリー」を開設することを発表した。
2020年3月、JR東日本は「JR桜木町ビル」に併設されるホテル「JR東日本ホテルメッツ 横浜桜木町」（274室）、商業施設「CIAL桜木町 ANNEX」および付近に位置する「新南口（市役所口）」（ICカード専用改札口）を同年6月27日に開業・供用開始すると発表し、予定通り同日に開業・供用開始となった。2020年6月25日には、当改札口前から北仲通方面（横浜市役所方面）へ結ぶ、ペデストリアンデッキ「さくらみらい橋」も開業・供用開始している。なお、新南口にはお客さまサポートコールシステムが導入されており、遠隔対応のため改札係員は終日不在となっている。

#### のりば
のりばは北東（横浜港）側を1番線として、順に下表のように割り当てられている。
| 番線 | 路線           | 方向           | 行先                     |
| ---- | -------------- | -------------- | ------------------------ |
| 1    | 根岸線         | 下り           | 関内・磯子・大船方面     |
| 2    | 降車専用ホーム | 降車専用ホーム | 降車専用ホーム           |
| 3・4 | 京浜東北線     | 北行           | 横浜・東京・大宮方面     |
| 3・4 | 横浜線         | -              | 新横浜・町田・八王子方面 |

（出典：JR東日本:駅構内図）
備考
- 北行方面（3・4番線）も横浜駅までは根岸線ではあるが、当駅には横浜線の列車が多数乗り入れているため、のりばの案内では区別のため便宜上、直通先である「京浜東北線」の名称が記載されている。
- 当駅の配線は、上下本線の間に中線の線路が1本だけ入り、これを両側のホームで共用する形となっている。同様の構造の駅には川越駅（3 - 6番線）や蒲田駅、東十条駅（京浜東北線）などがある。
- 2014年以降、8月中旬に桜木町駅周辺を含む横浜みなとみらいエリア一帯で、大型イベント「ピカチュウ大量発生チュウ!」が開催される期間は、駅名標や番線案内、南改札東口のガラス壁面がピカチュウ仕様に装飾される（デザインは各年毎に異なる）。
- 2020年現在、当駅の初電は4時18分発の414B各駅停車大宮行きで、2018年3月17日のJR7社による春のダイヤ改正で日豊本線柳ケ浦駅の4:17発門司港駅行きが行橋駅始発に短縮されて以降、日本で一番早い始発列車の発着駅となっている。

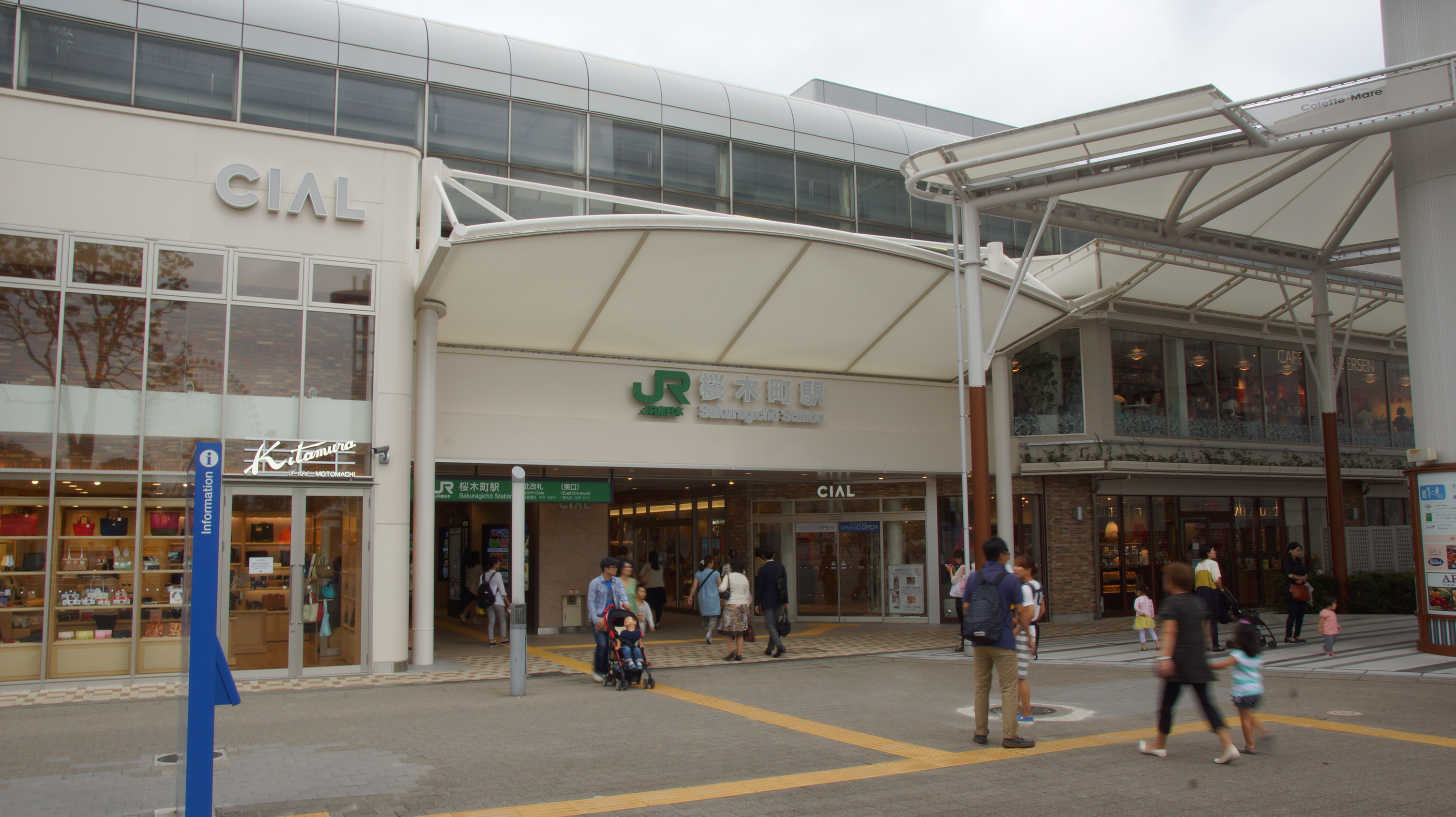
北改札東口（2014年8月）
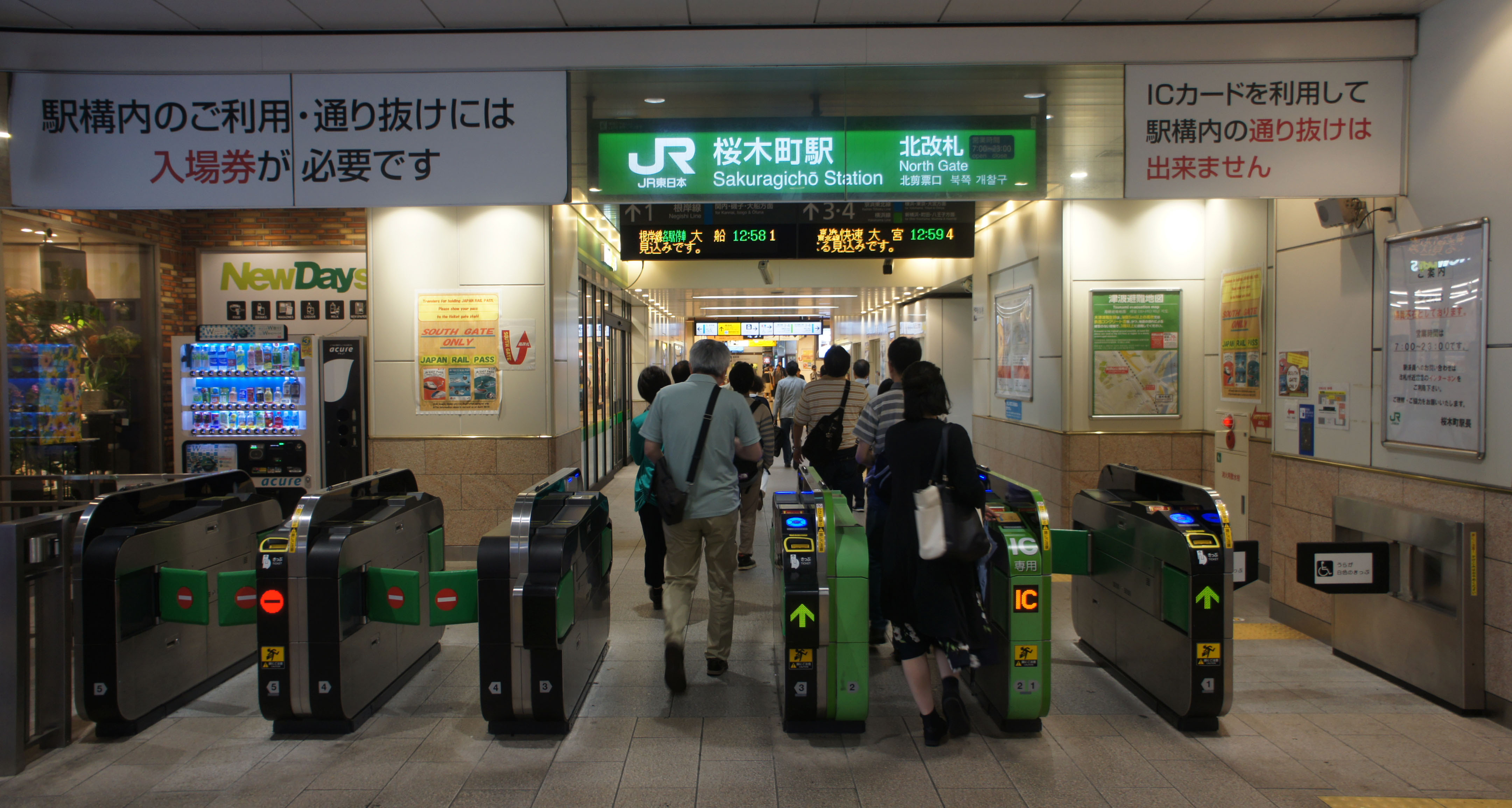
北改札（2019年6月）
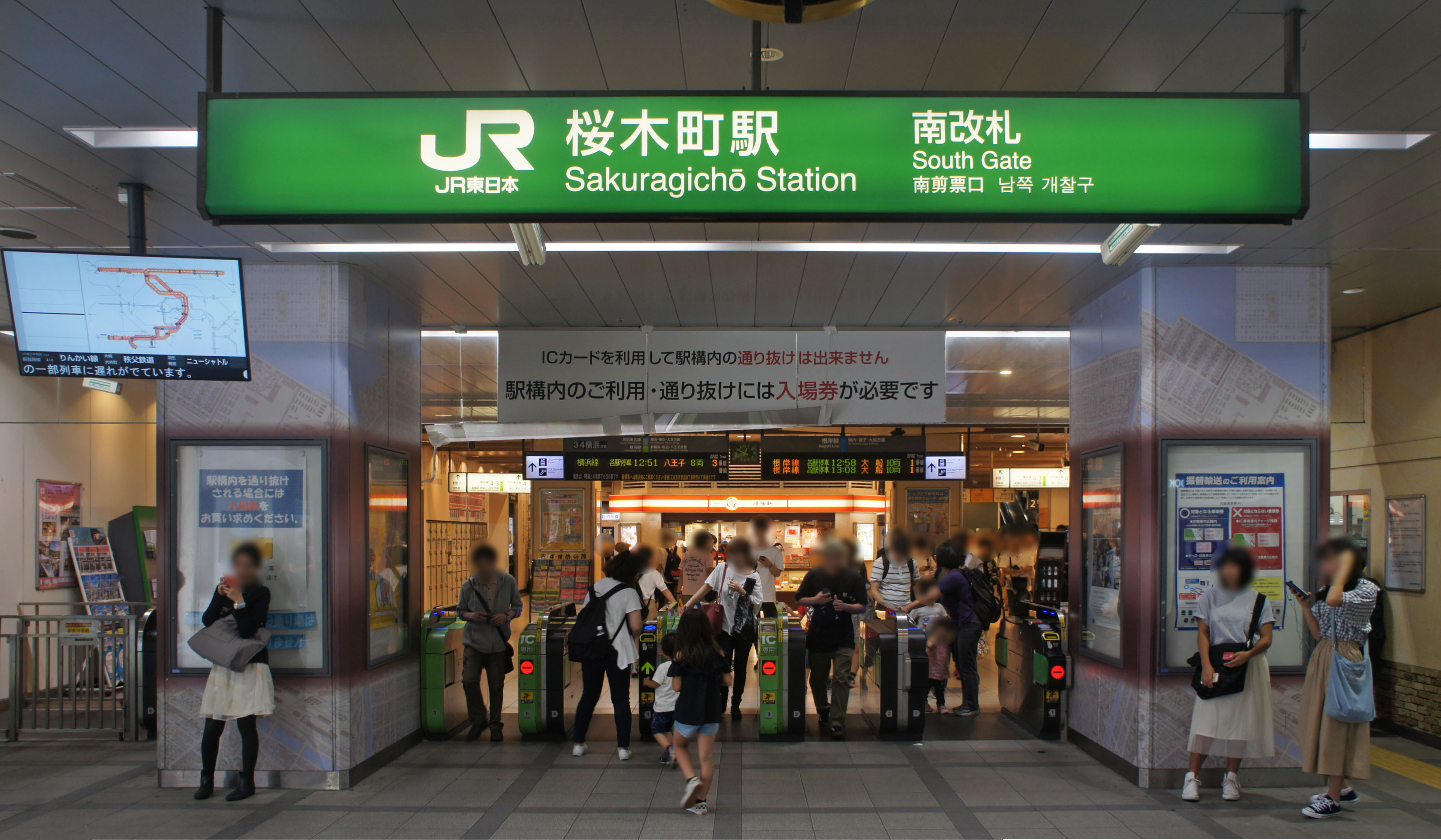
南改札（2019年6月）
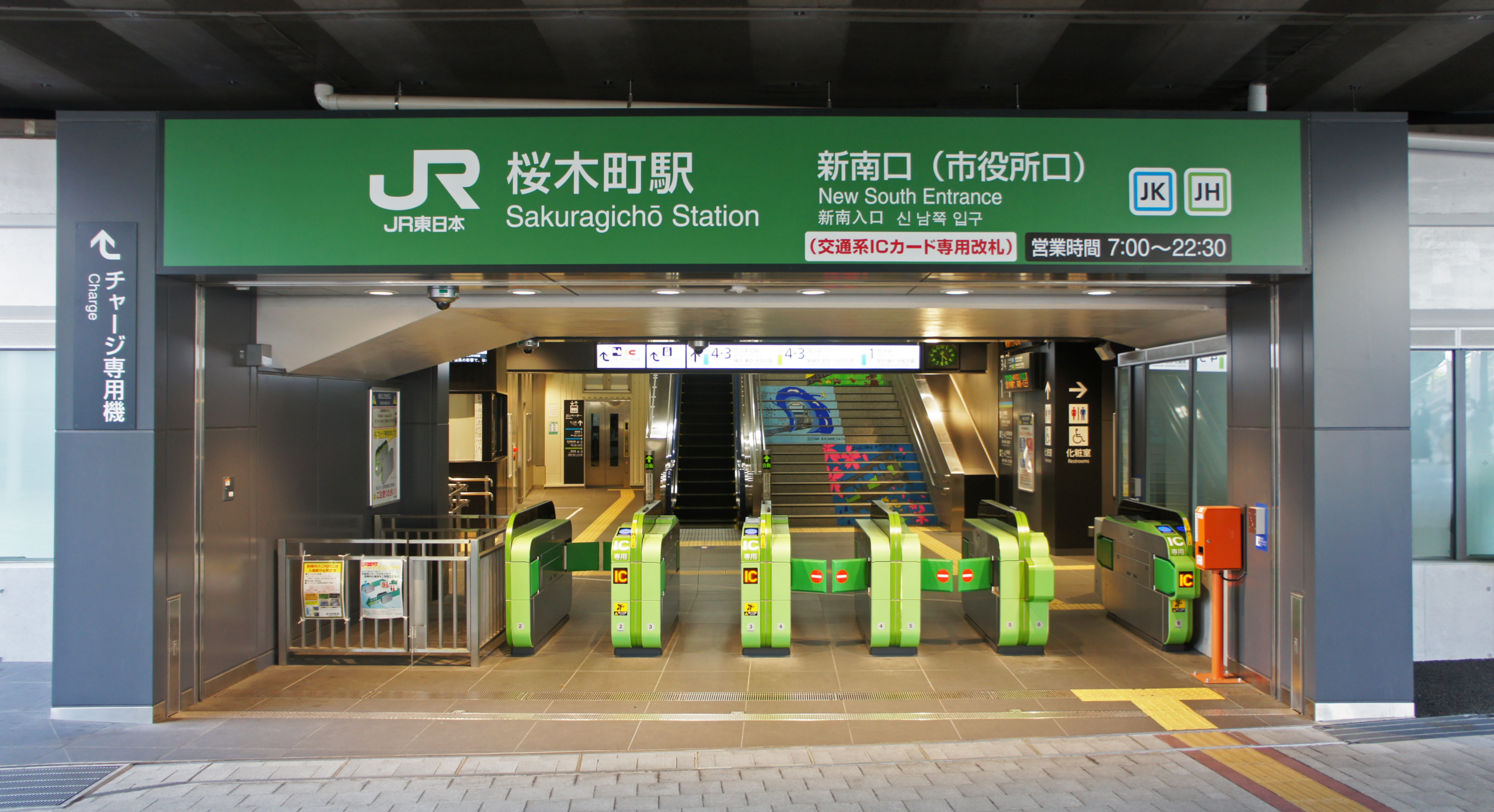
新南口改札（2021年4月）
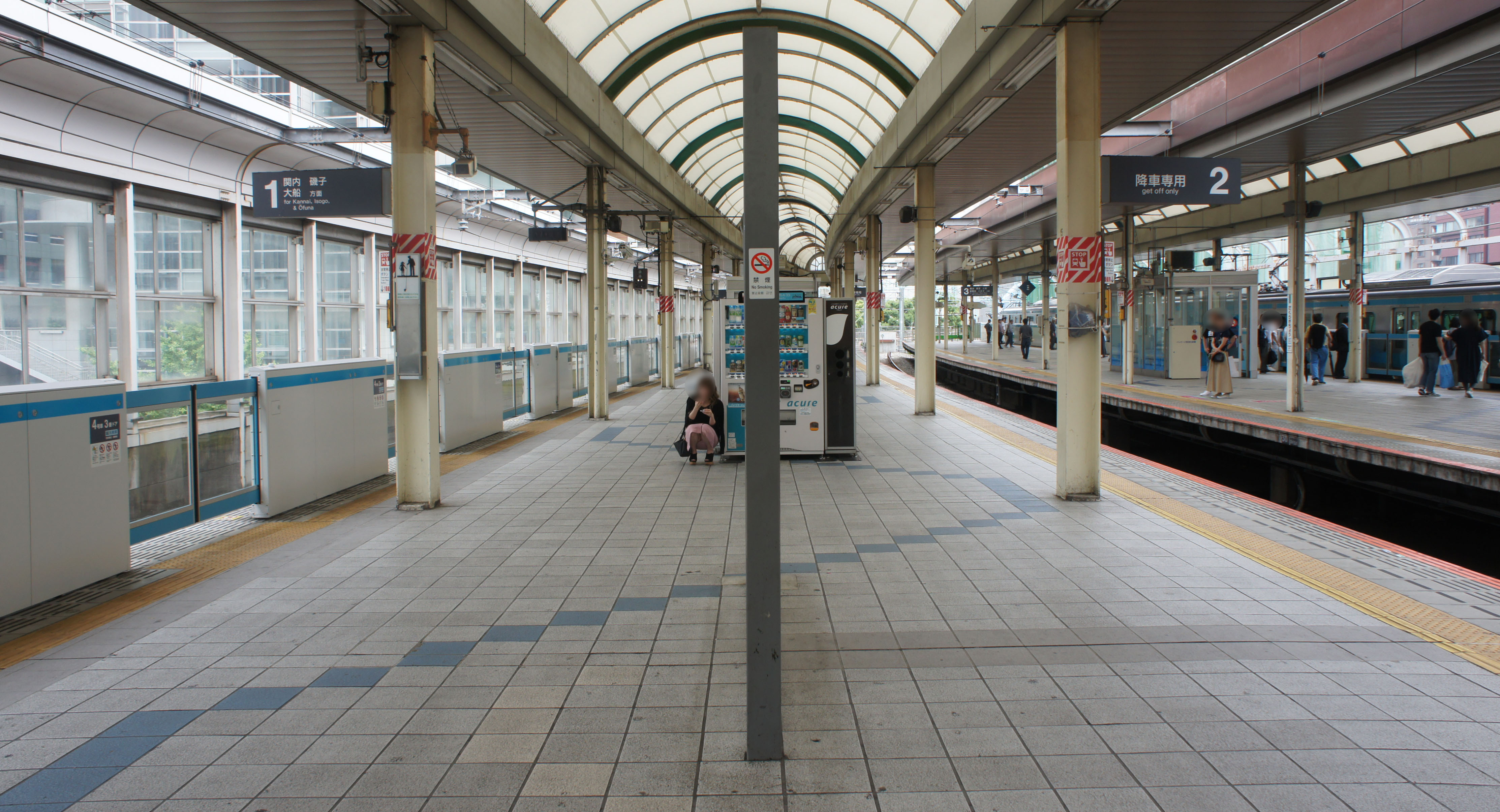
1・2番線ホーム（2019年6月）
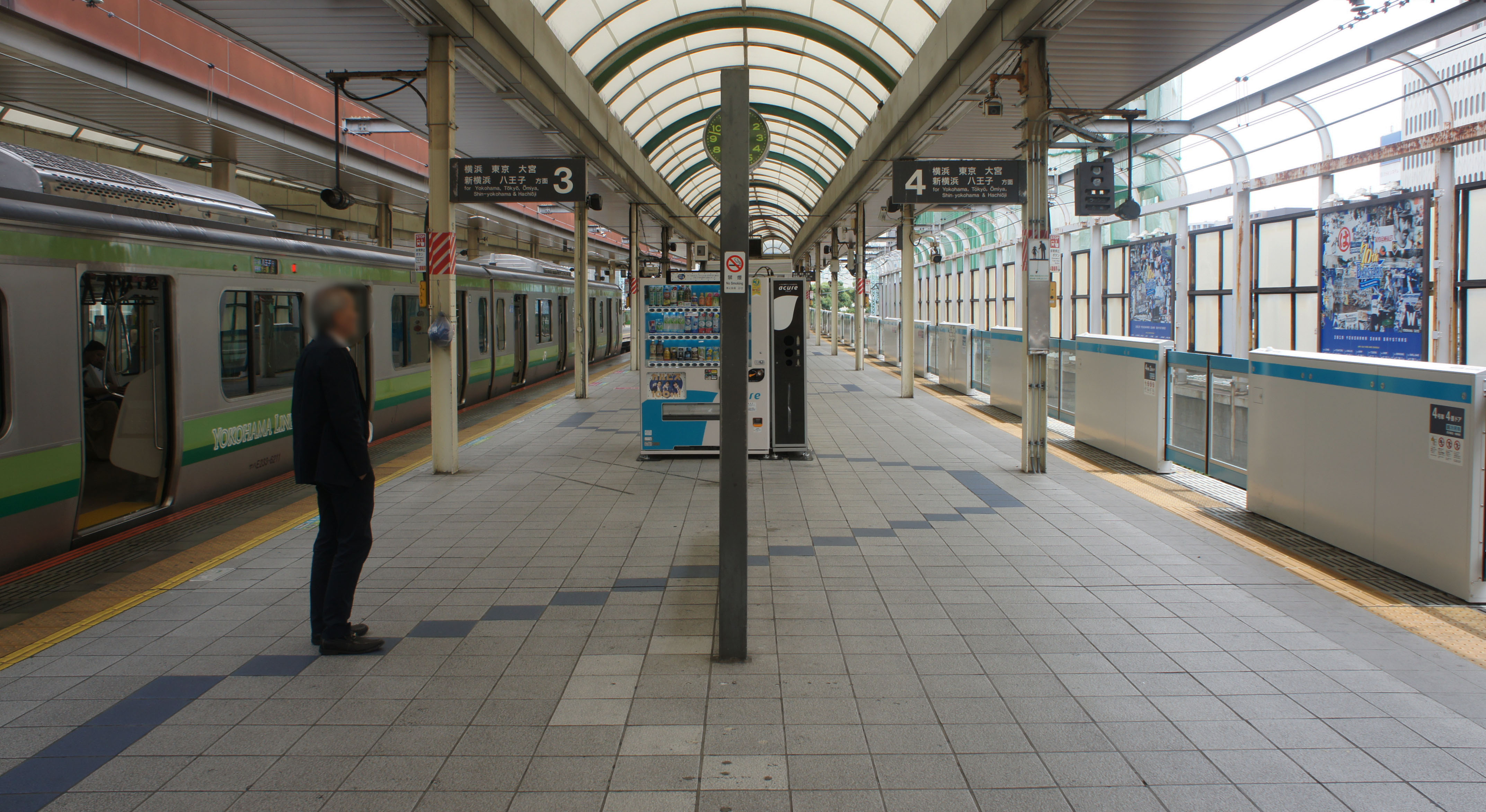
3・4番線ホーム（2019年6月）
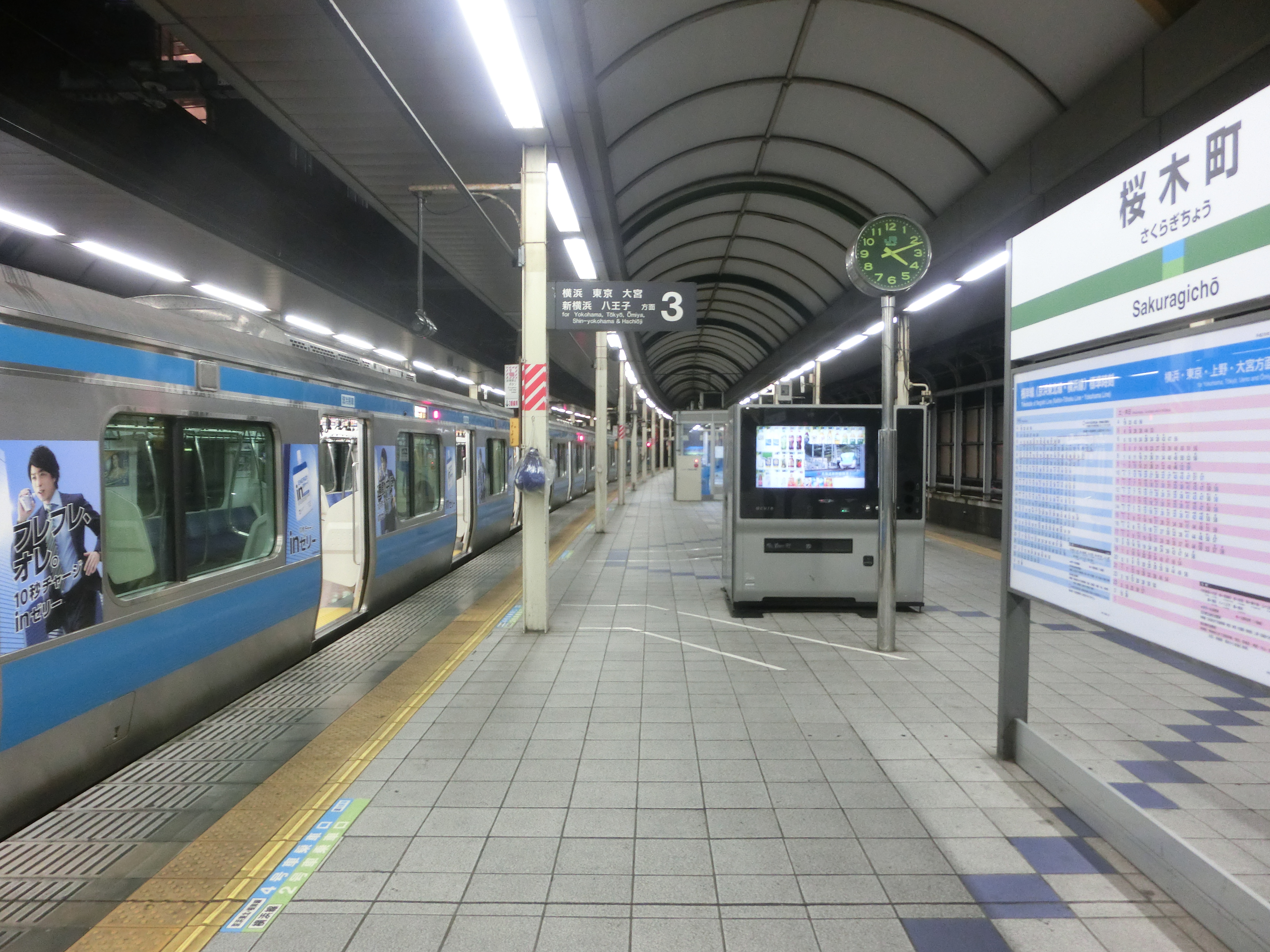
JR京浜東北・根岸線の始発列車（2016年4月）

#### 駅構内施設

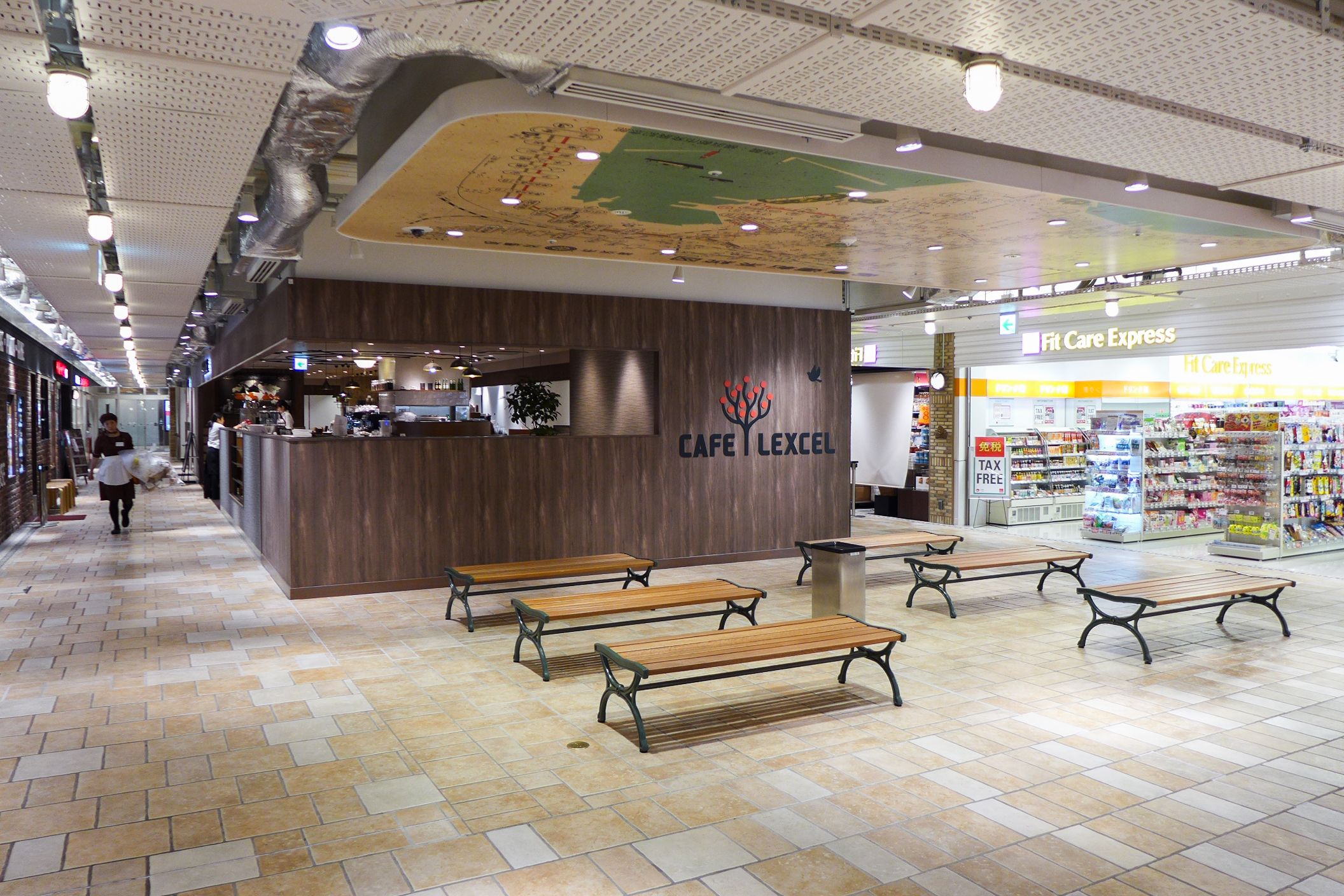
CIAL桜木町

以下の売店や飲食店などは、CIAL桜木町のテナントとして取り込まれている（改札内のテナントを除く、CIAL桜木町の詳細は後節参照）。
- NewDays
  - 桜木町店 - 改札外、南改札の前
  - 桜木町北改札店 - 改札内、北改札脇
- BOOK EXPRESS CIAL桜木町店
- 横濱銘品館 桜木町店
- 川村屋（立ち食いそば店）
- 崎陽軒 - 改札内
- みどりの窓口
  - 指定席券売機
  - 話せる指定席券売機[9]
- コインロッカー
- 観光案内所

### 横浜市営地下鉄

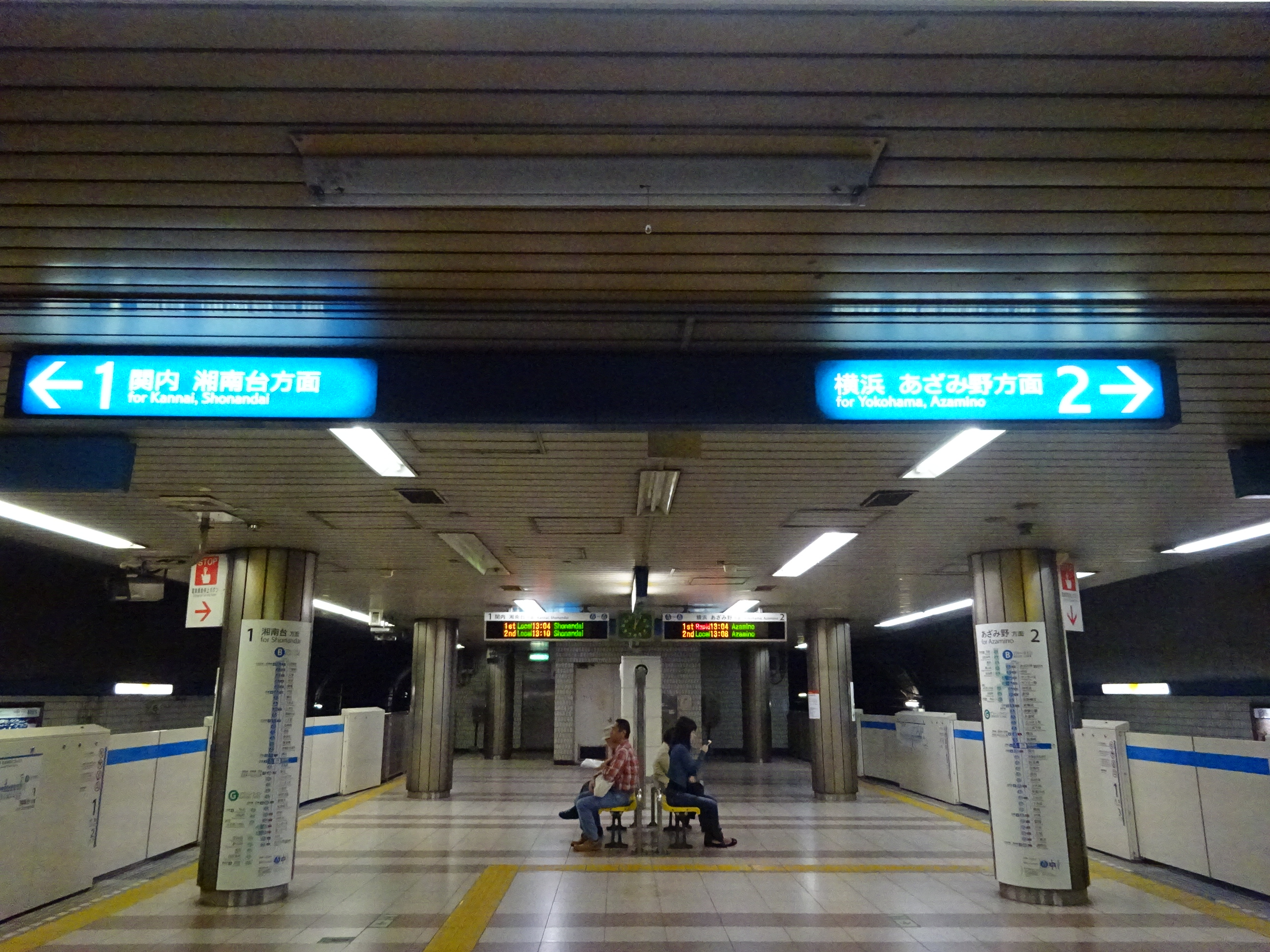
ホーム（2016年10月）

島式ホーム1面2線の地下駅。副名称は「横浜市役所下車駅」。
改札口はぴおシティの地下3階、ホームは新横浜通り直下の地下4階にある。当初はぴおシティ地下3階にホームを設ける予定であり、それを前提に1968年にぴおシティが建設された。しかし横浜市営地下鉄関内駅東側の大江橋付近で首都高速神奈川1号横羽線と干渉したため、関内駅周辺の線形を変更した上で当初の計画よりもさらに深い位置を通ることになった。しかし駅の設置場所をビルの地下3階から地下4階に変更すると、駅の構造体にかかる荷重が過大になり建設費用がかさむことから、ホームだけを新横浜通り直下の地下4階（海抜 約-20m）に設置することになった。
JR桜木町駅とは、地下道「野毛ちかみち」で南改札と、別の地下道で新南口改札と、つながっている。

#### のりば
| 番線 | 路線         | 行先         |
| ---- | ------------ | ------------ |
| 1    | ブルーライン | 湘南台方面   |
| 2    | ブルーライン | あざみ野方面 |

- 上表の路線名は旅客案内上の名称（愛称）で記載している。

### YOKOHAMA AIR CABIN
JR桜木町駅東口の駅前広場にあり、JRまたは地下鉄の駅からは徒歩1分。
駅舎は地上にあり白とグレーを基調とする。既存の広場機能とバス停への配慮から、乗降場は駅舎の2階にあり、ピロティ形式としている。2階部分の外壁はガラス張りであり、駅前広場を見渡せる展望機能も設けられている。乗降場の上部にはフライルーフがある。

### 東京急行電鉄（廃止）
かつての終着駅だった東横線は、横浜高速鉄道みなとみらい線の開業に伴い、2004年1月31日付けで横浜 - 当駅間が廃止された。廃止時の駅構造は島式ホーム1面2線の高架駅であり、JRから続いて5・6番線となっていた。駅出入口の看板は「東京急行 桜木町駅」と表記されていた。
旧駅舎は2013年7月に解体が完了した。なお、廃線跡では高架を有効活用した遊歩道を整備する方針である（詳細は「東横フラワー緑道#関連する遊歩道整備計画」を参照）。

#### のりば（廃止時）
| 番線 | 路線    | 行先                     |
| ---- | ------- | ------------------------ |
| 5・6 | ■東横線 | 菊名・自由が丘・渋谷方面 |

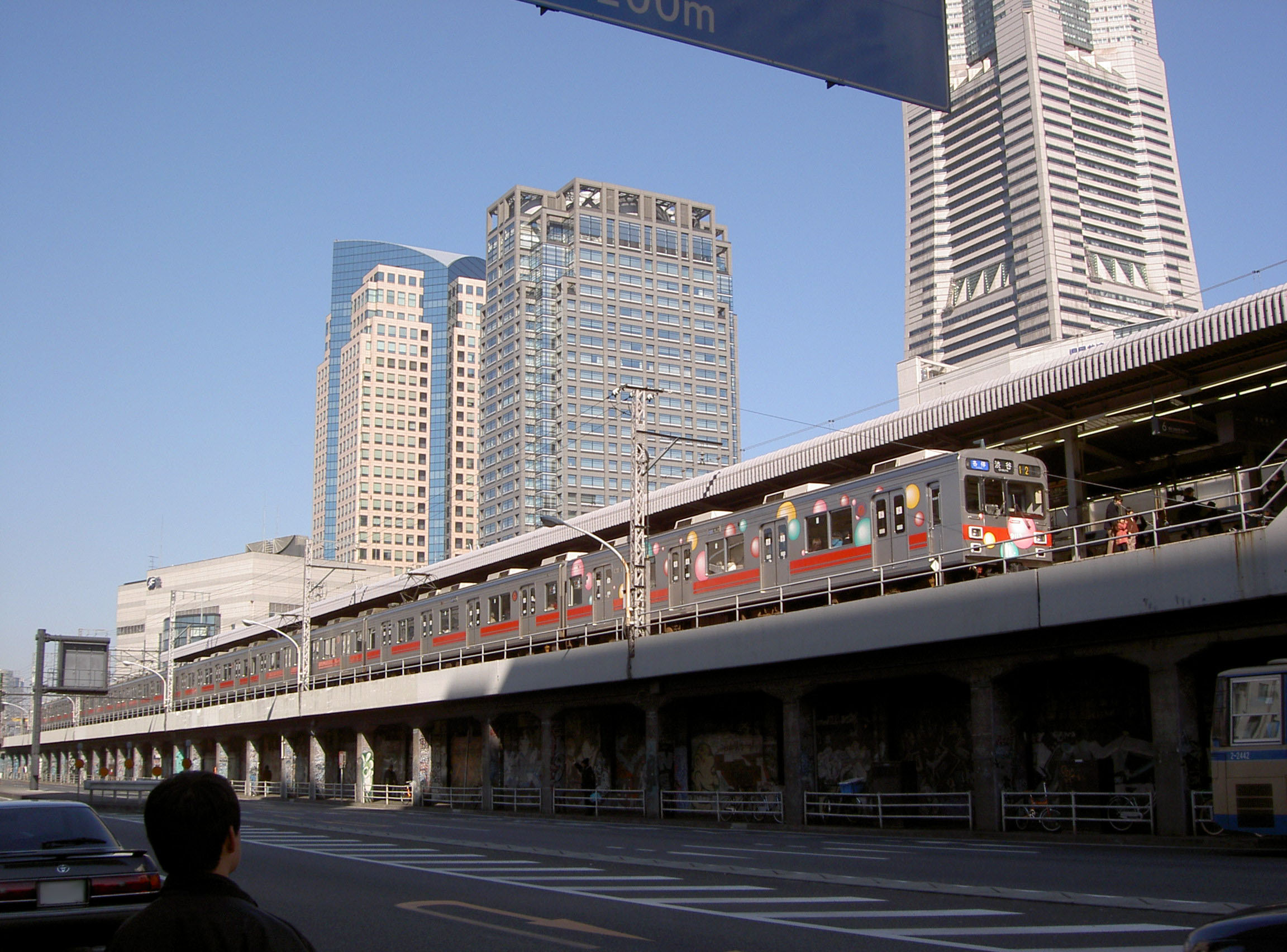
かつての東急桜木町駅に停車する東横線車両（2004年1月25日）
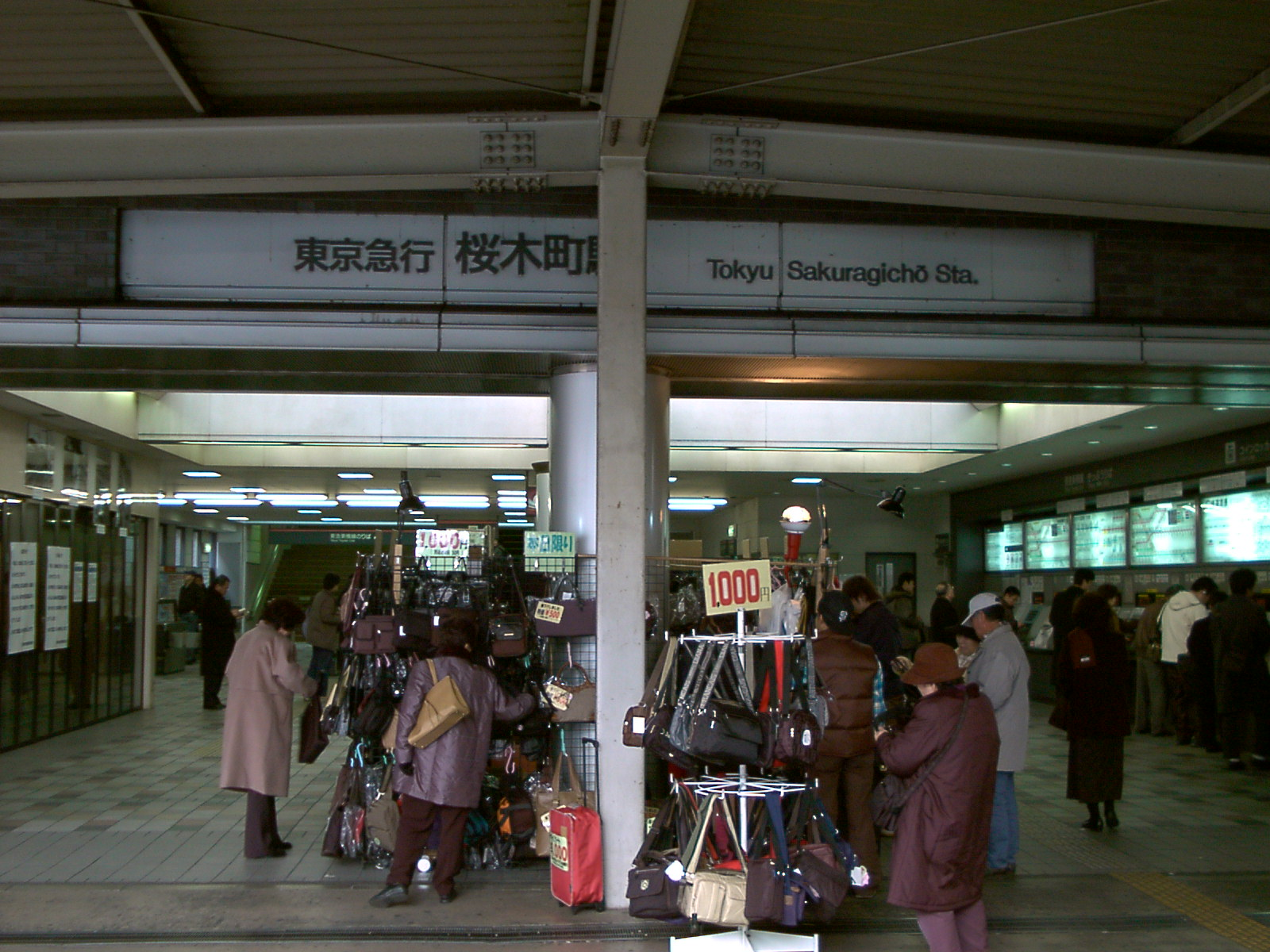
東急桜木町駅出入口　「東京急行　桜木町駅」の看板が見える（2003年1月26日）
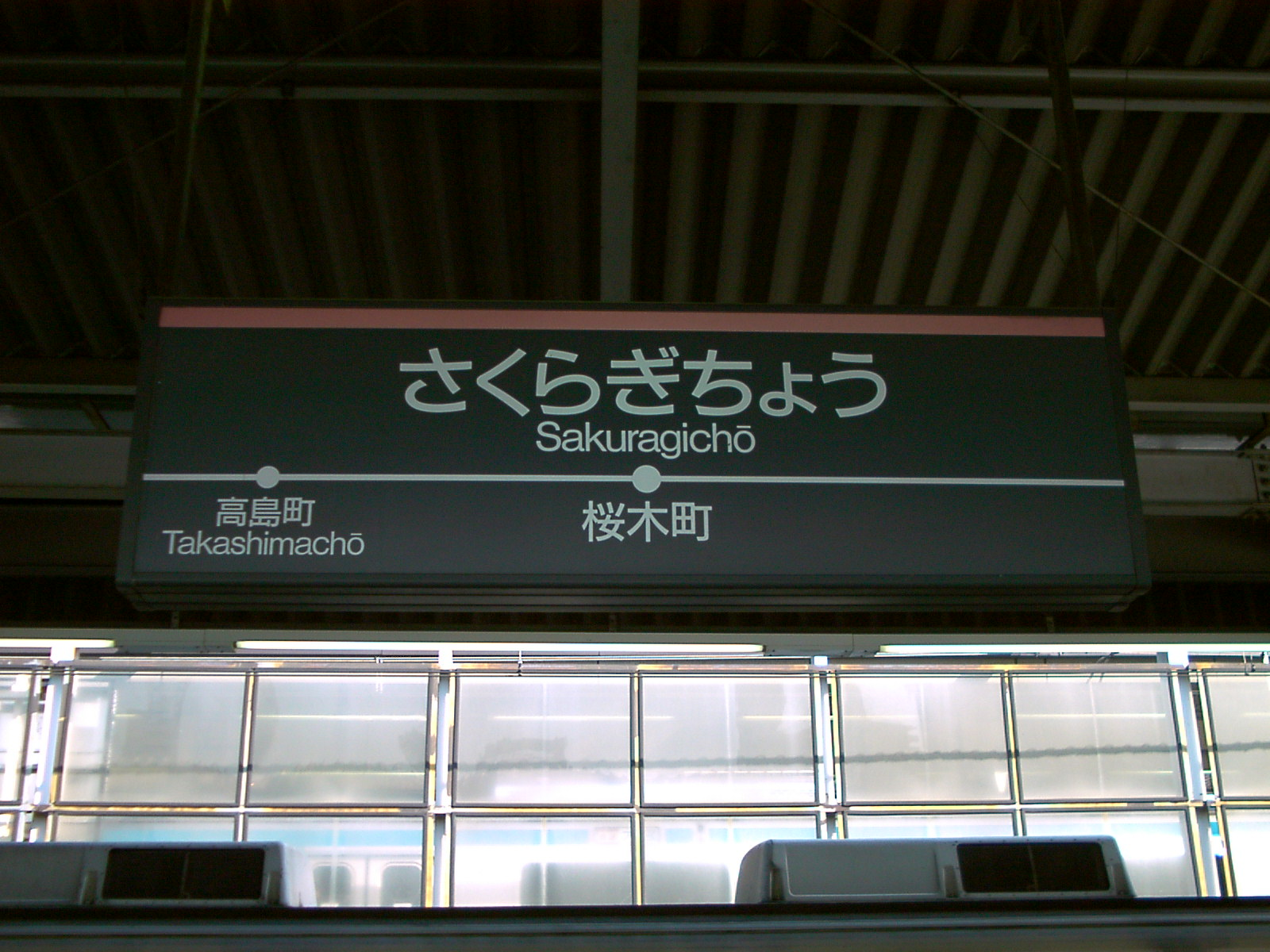
東急東横線桜木町駅の駅名標（2003年1月26日）

## 利用状況

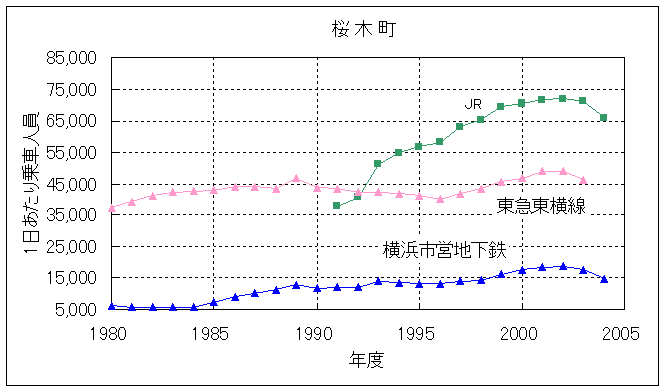
1日あたりの乗車人員の推移

- JR東日本 - 2023年度（令和5年度）の1日平均乗車人員は70,661人である[利用客数 1]。
同社の駅では新小岩駅に次いで第56位である。
- 横浜市営地下鉄 - 2023年度（令和5年度）の1日平均乗降人員は39,502人（乗車人員：19,859人、降車人員：19,643人）である[乗降データ 1]。

### 年度別1日平均乗降人員（東横線廃止前）
各年度の1日平均乗降人員は下表の通り（JRを除く）。
| 年度               | 東京急行電鉄     | 東京急行電鉄 | 横浜市営地下鉄   | 横浜市営地下鉄 |
| 年度               | 東横線           | 東横線       | ブルーライン     | ブルーライン   |
| 年度               | 1日平均 乗降人員 | 増加率       | 1日平均 乗降人員 | 増加率         |
| ------------------ | ---------------- | ------------ | ---------------- | -------------- |
| 1998年（平成10年） |                  |              | 29,513           |                |
| 1999年（平成11年） |                  |              | 31,822           | 7.8%           |
| 2000年（平成12年） |                  |              | 34,660           | 8.9%           |
| 2001年（平成13年） |                  |              | 36,188           | 4.4%           |
| 2002年（平成14年） | 97,020           |              | 37,084           | 2.5%           |
| 2003年（平成15年） | 92,039           | −5.1%        | 34,923           | −5.8%          |

### 年度別1日平均乗降人員（東横線廃止後）
| 年度               | 横浜市営地下鉄   | 横浜市営地下鉄 |
| 年度               | 1日平均 乗降人員 | 増加率         |
| ------------------ | ---------------- | -------------- |
| 2004年（平成16年） | 28,378           | -18.7%         |
| 2005年（平成17年） | 28,730           | 1.2%           |
| 2006年（平成18年） | 29,067           | 1.2%           |
| 2007年（平成19年） | 29,427           | 1.2%           |
| 2008年（平成20年） | 27,554           | −6.4%          |
| 2009年（平成21年） | 30,665           | 11.3%          |
| 2010年（平成22年） | 30,780           | 0.4%           |
| 2011年（平成23年） | 30,552           | −0.7%          |
| 2012年（平成24年） | 32,144           | 5.2%           |
| 2013年（平成25年） | 34,555           | 7.5%           |
| 2014年（平成26年） | 35,170           | 1.8%           |
| 2015年（平成27年） | 36,767           | 4.5%           |
| 2016年（平成28年） | 37,311           | 1.5%           |
| 2017年（平成29年） | 37,824           | 1.4%           |
| 2018年（平成30年） | 38,924           | 2.9%           |
| 2019年（令和元年） | 39,232           | 0.8%           |
| 2020年（令和02年） | 28,991           | −26.1%         |
| 2021年（令和03年） | 33,884           | 16.9%          |
| 2022年（令和04年） | 36,881           | 8.8%           |

### 年度別1日平均乗車人員（東横線廃止前）
各年度の1日平均乗車人員推移は下表の通りである。
| 年度               | JR東日本 | 東京急行電鉄 | 横浜市営 地下鉄 | 出典               |
| ------------------ | -------- | ------------ | --------------- | ------------------ |
| 1979年（昭和54年） |          |              | 5,704           |                    |
| 1980年（昭和55年） |          | 37,408       | 6,057           |                    |
| 1981年（昭和56年） |          | 39,214       | 5,838           |                    |
| 1982年（昭和57年） |          | 40,921       | 5,855           |                    |
| 1983年（昭和58年） |          | 42,175       | 5,711           |                    |
| 1984年（昭和59年） |          | 42,534       | 5,847           |                    |
| 1985年（昭和60年） |          | 42,811       | 7,281           |                    |
| 1986年（昭和61年） |          | 44,049       | 8,954           |                    |
| 1987年（昭和62年） |          | 44,060       | 10,355          |                    |
| 1988年（昭和63年） |          | 43,367       | 11,197          |                    |
| 1989年（平成元年） |          | 46,649       | 12,814          |                    |
| 1990年（平成02年） |          | 43,630       | 11,804          |                    |
| 1991年（平成03年） | 37,586   | 43,295       | 12,229          |                    |
| 1992年（平成04年） | 40,874   | 42,215       | 12,231          |                    |
| 1993年（平成05年） | 51,130   | 42,036       | 13,921          |                    |
| 1994年（平成06年） | 54,916   | 41,811       | 13,653          |                    |
| 1995年（平成07年） | 56,570   | 41,152       | 13,126          | [ 乗降データ 3 ]   |
| 1996年（平成08年） | 58,333   | 40,103       | 13,147          |                    |
| 1997年（平成09年） | 62,993   | 41,916       | 14,108          |                    |
| 1998年（平成10年） | 65,397   | 43,142       | 14,219          | [ 神奈川県統計 1 ] |
| 1999年（平成11年） | 69,542   | 45,654       | 16,159          | [ 神奈川県統計 2 ] |
| 2000年（平成12年） | 70,610   | 46,720       | 17,543          | [ 神奈川県統計 2 ] |
| 2001年（平成13年） | 71,709   | 49,062       | 18,411          | [ 神奈川県統計 3 ] |
| 2002年（平成14年） | 71,973   | 48,881       | 18,695          | [ 神奈川県統計 4 ] |
| 2003年（平成15年） | 71,076   | 46,413       | 17,649          | [ 神奈川県統計 5 ] |

### 年度別1日平均乗車人員（東横線廃止後）
| 年度               | JR東日本 | 横浜市営 地下鉄 | 出典                |
| ------------------ | -------- | --------------- | ------------------- |
| 2004年（平成16年） | 65,933   | 14,654          | [ 神奈川県統計 6 ]  |
| 2005年（平成17年） | 65,627   | 14,769          | [ 神奈川県統計 7 ]  |
| 2006年（平成18年） | 63,487   | 14,706          | [ 神奈川県統計 8 ]  |
| 2007年（平成19年） | 61,432   | 14,631          | [ 神奈川県統計 9 ]  |
| 2008年（平成20年） | 60,440   | 13,795          | [ 神奈川県統計 10 ] |
| 2009年（平成21年） | 60,467   | 15,389          | [ 神奈川県統計 11 ] |
| 2010年（平成22年） | 61,536   | 15,483          | [ 神奈川県統計 12 ] |
| 2011年（平成23年） | 61,288   | 15,384          | [ 神奈川県統計 13 ] |
| 2012年（平成24年） | 63,823   | 16,198          | [ 神奈川県統計 14 ] |
| 2013年（平成25年） | 65,392   | 17,440          | [ 神奈川県統計 15 ] |
| 2014年（平成26年） | 66,217   | 17,758          | [ 神奈川県統計 16 ] |
| 2015年（平成27年） | 68,546   | 18,566          | [ 神奈川県統計 17 ] |
| 2016年（平成28年） | 70,286   | 18,820          | [ 神奈川県統計 18 ] |
| 2017年（平成29年） | 70,676   | 19,116          | [ 神奈川県統計 19 ] |
| 2018年（平成30年） | 71,160   | 19,672          | [ 神奈川県統計 20 ] |
| 2019年（令和元年） | 70,797   | 19,767          | [ 神奈川県統計 21 ] |
| 2020年（令和02年） | 49,519   | 14,511          | [ 神奈川県統計 22 ] |
| 2021年（令和03年） | 56,214   | 16,990          | [ 神奈川県統計 23 ] |
| 2022年（令和04年） | 64,698   | 18,546          |                     |
| 2023年（令和05年） | 70,661   | 19,859          |                     |

## 駅周辺
当駅周辺地区（みなとみらい地区）は、横浜市における都心（ツインコア）の一つである「横浜都心」に指定されている。駅の南側には横浜の一大飲屋街である野毛が位置している。
旧東急東横線廃線跡は高架の遊歩道（詳細は「東横フラワー緑道#関連する遊歩道整備計画」を参照）を整備する工事が進行中で、紅葉坂方面へのペデストリアンデッキの設置も計画されている。
当駅は1989年の横浜港開港130周年を記念して現在のみなとみらい地区で開催された「横浜博覧会」、さらには2009年の横浜港開港150周年を記念して同地区で開催された「開国博Y150」会場の最寄り駅の一つでもあった。

### CIAL桜木町

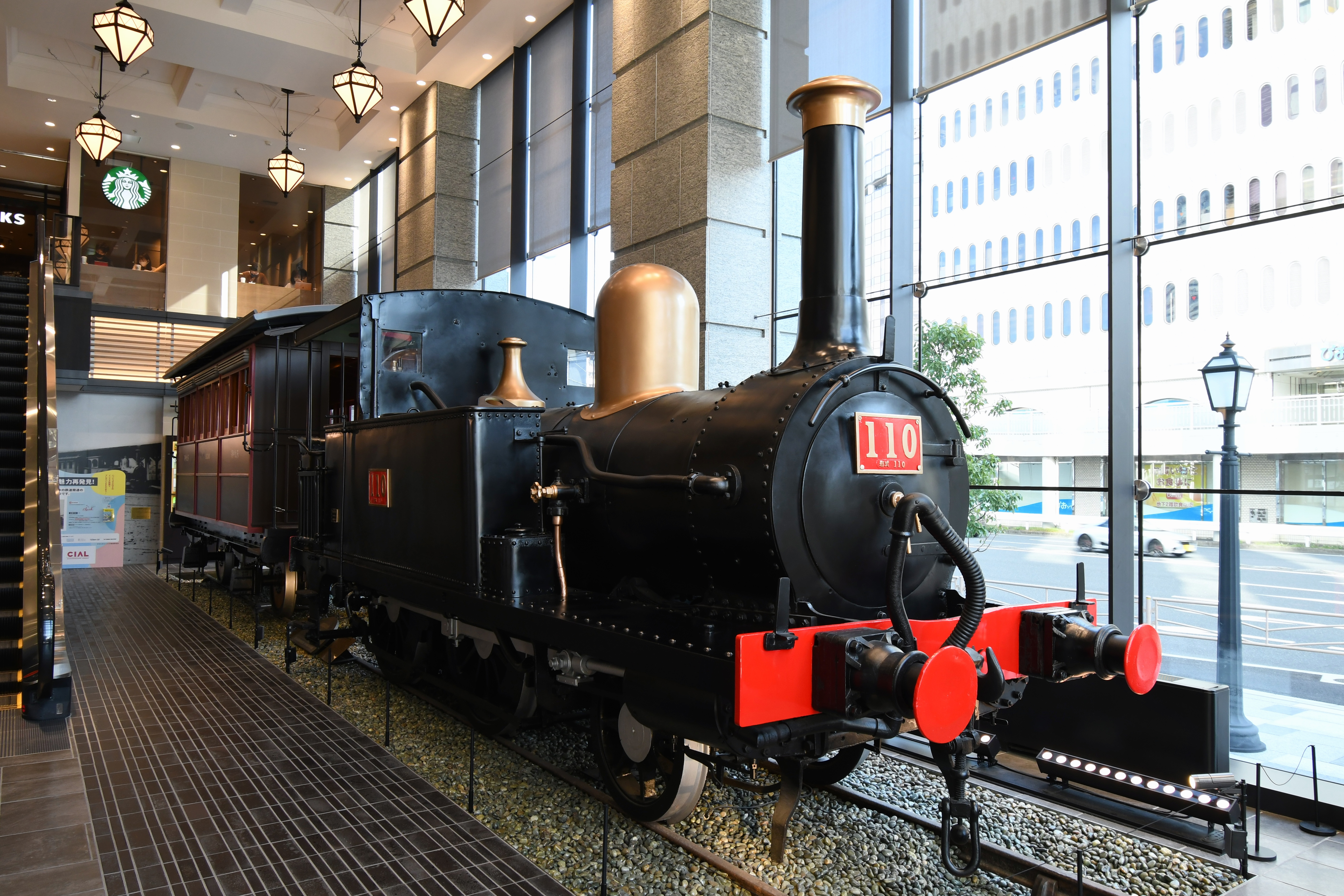
国鉄110形蒸気機関車
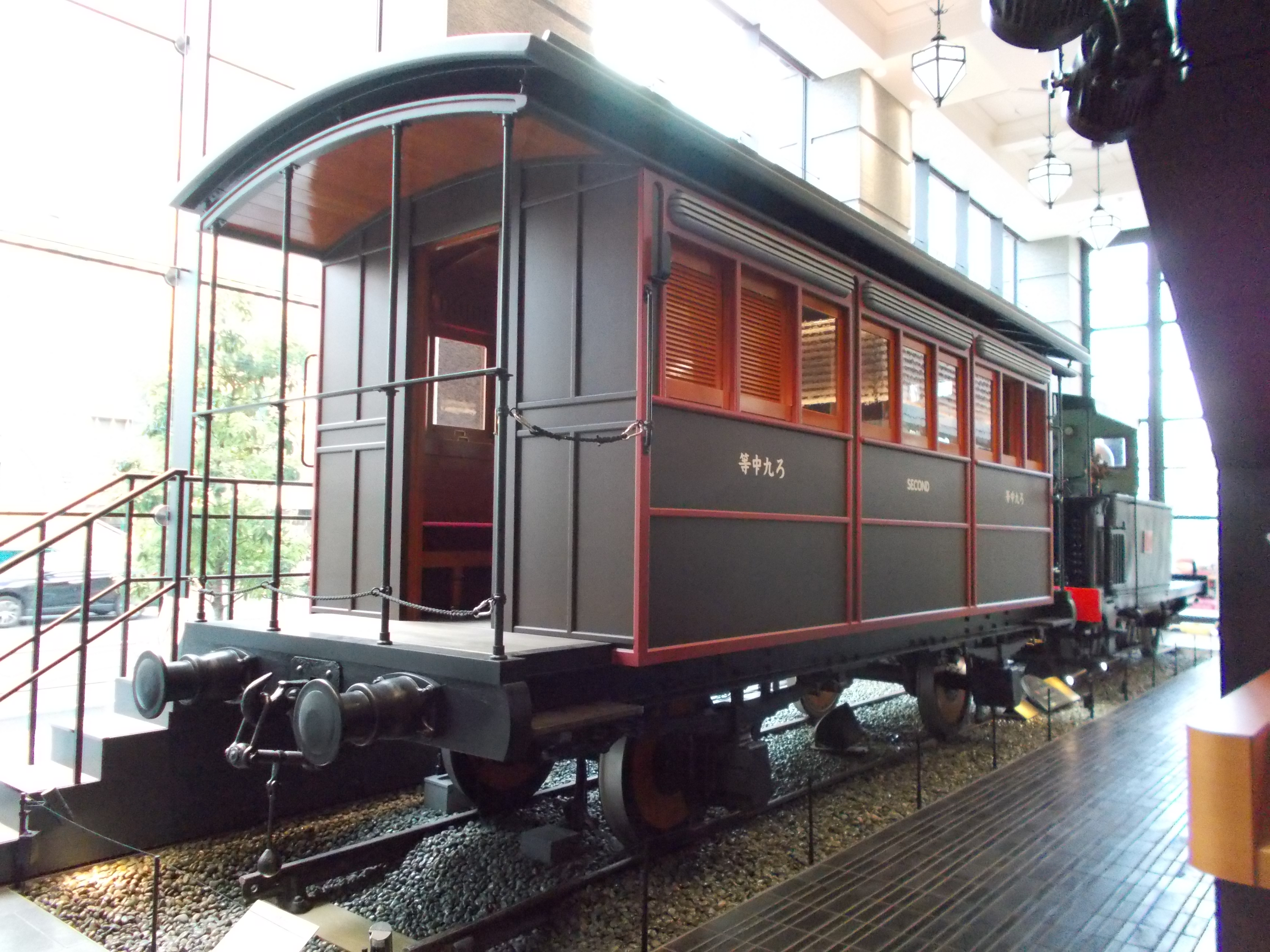
中等客車（レプリカ）

高架下を利用したJR桜木町駅併設の商業施設（駅ビル）として「CIAL桜木町（シァル桜木町）」が2014年7月16日に開業した。JR東日本のグループ会社であるJR横浜湘南シティクリエイトが管理・運営（店舗部分）している。
開発コンセプトは「横濱 ノスタルジック REVUE」とし、横浜の歴史的な「明治レトロ」「大正ロマン」の雰囲気を取り入れた施設を目指している。建物の外観デザインはみなとみらい側が白を基調に開放感のあるガラス張りとしており、初代駅舎の特徴的な三角屋根を表現している他、船のマストに見立てた天蓋（キャノピー）も施され、“港町横浜”らしさを表現している。一方、野毛側はレンガ調のタイルや飾り窓により鉄道発祥の地としての歴史感を表現しており、夜間には壁面を柔らかく照らすライトアップも実施されている。この他、野毛側の建物の前にはかつての横浜駅の駅舎をイメージしてレンガが敷き詰められた「桜木町駅西口広場」も整備され、当施設の開業と同時にオープンしている。
当施設は北改札正面の「紅葉坂ギャラリー」、みなとみらい側の「YOKOHAMA BAZAR」、野毛側の「停車場ビュッフェ」、南改札正面の「横濱情報プラザ」という四つのゾーンで構成され、開業時には35店舗が入居している。
各ゾーンの特徴
各ゾーンにおけるテナントの詳細は、公式サイト内「フロアガイド」を参照。
- 紅葉坂ギャラリー：当施設で最も広く、飲食店の他にデリや惣菜、ドラッグストアなどを揃え日常生活にも便利な店舗構成となっている。名称は紅葉坂に由来する。
- YOKOHAMA BAZAR：オリジナルバッグで有名なキタムラの他に雑貨、オープンカフェなどが入っている。名称は明治後期に存在した伊勢佐木町の勧工場、「横濱館」の正面入口に掲示されていたサインに由来する。
- 停車場ビュッフェ：1900年（明治33年）に創業したそば屋の「川村屋」など、横浜の老舗・銘店とされる飲食店が並んでいる。名称は当駅の前身である初代横浜駅がこの付近にあったことから、当時（明治時代）、列車の停車駅を指していた「停車場」という言葉に由来する。なお、2階には駅関連施設が入っているため、テナントは1階がメインである。
- 横濱情報プラザ：クロークサービス（手荷物預かり等）を併設する観光案内所の他に、横浜の土産品を揃える横濱銘品館やコンビニ、書店が入る。

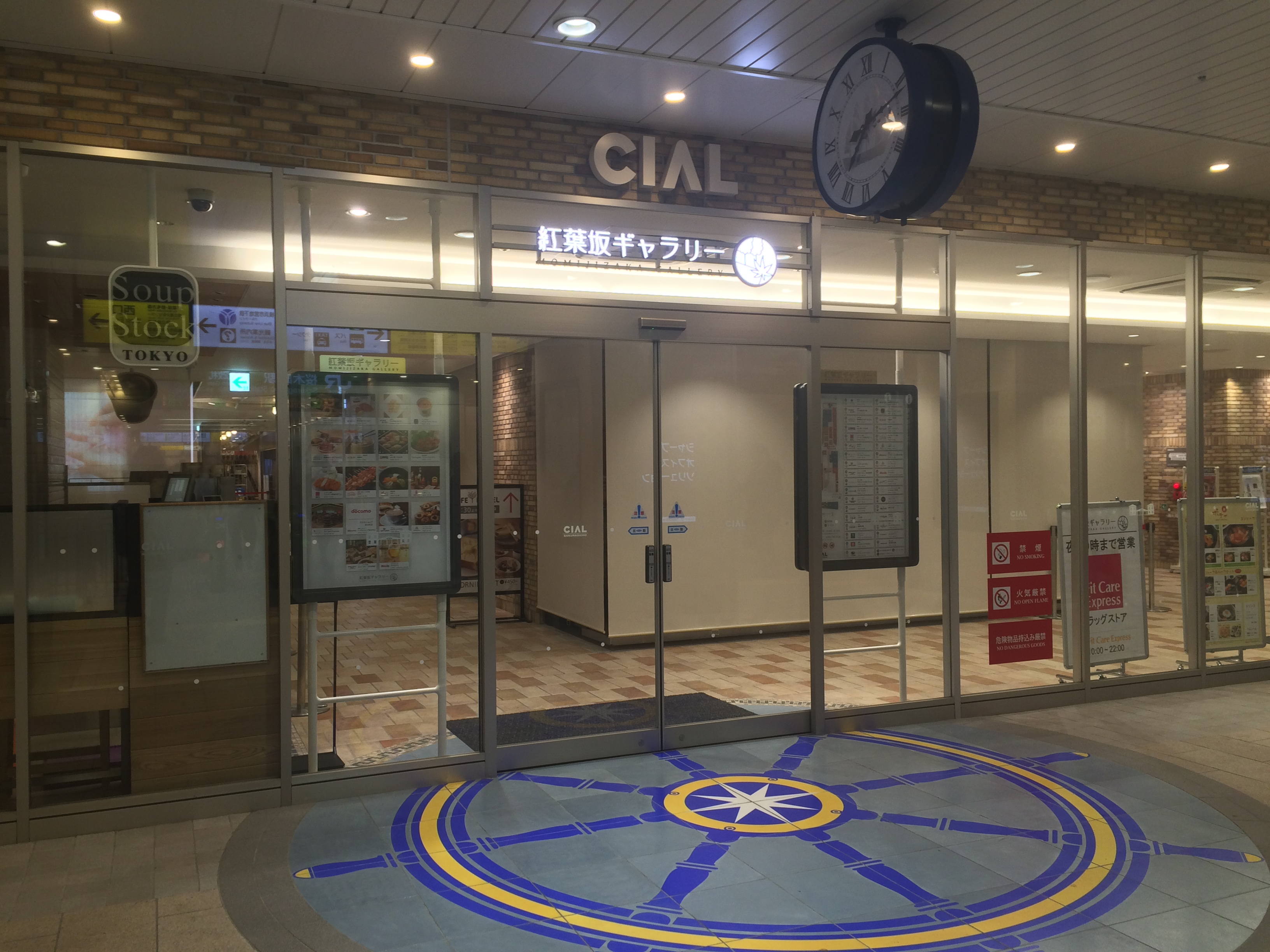
紅葉坂ギャラリー
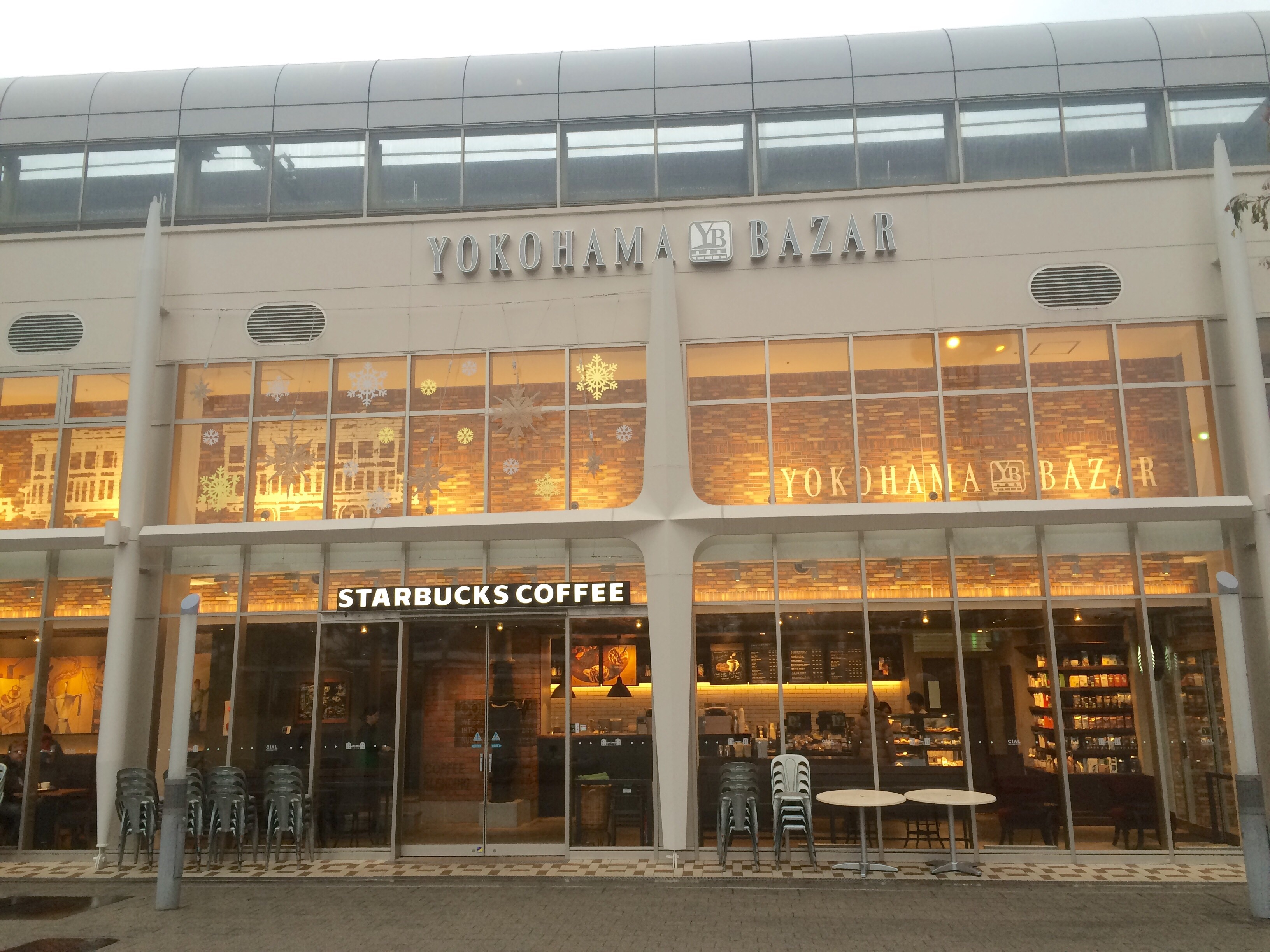
YOKOHAMA BAZAR（中央のテナントはスターバックスコーヒー）
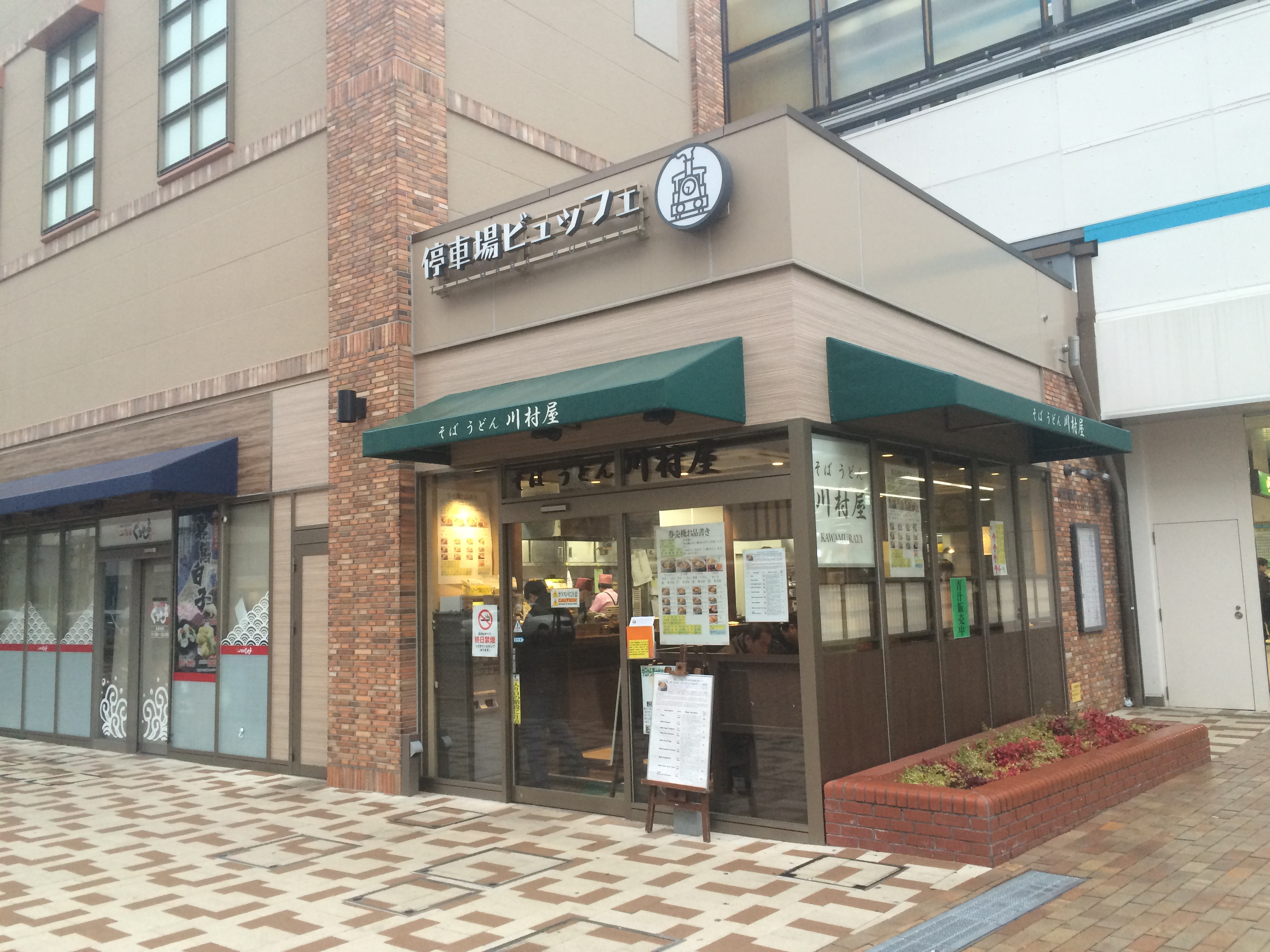
停車場ビュッフェ（中央のテナントは川村屋）
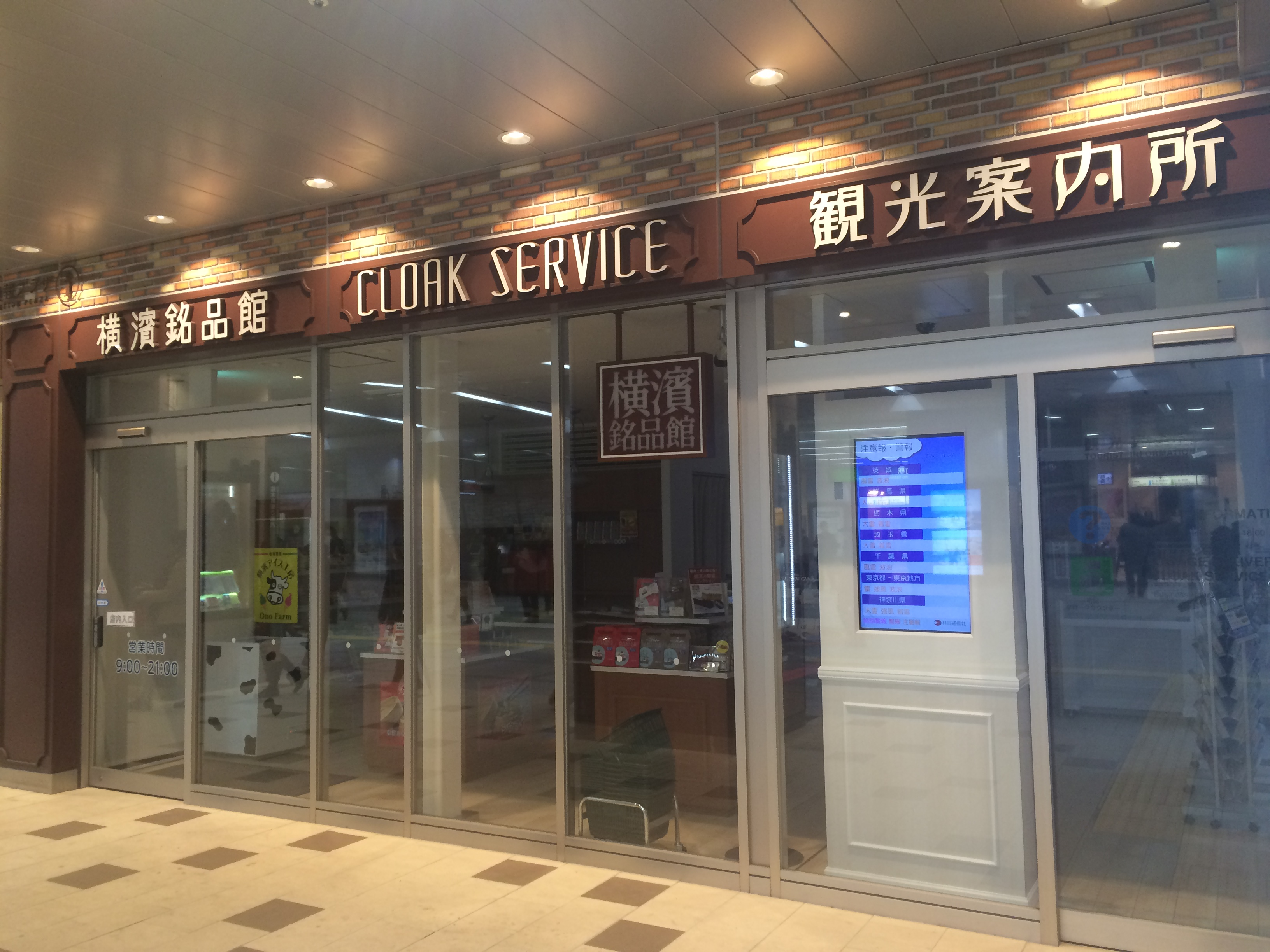
横濱情報プラザ

別館の開設（2020年6月）
南側へ延伸し、新南口（市役所口）改札が設置された駅舎の隣接地には複合ビル「JR桜木町ビル」を2020年6月27日に開業し、低層部に店舗・子育て支援施設、旧横濱鉄道歴史展示「旧横ギャラリー」などからなる「CIAL桜木町 ANNEX（アネックス）」を併設している。
1階のエントランスホールにある旧横濱鉄道歴史展示「旧横ギャラリー」には、かつてこの地（初代横浜駅）で活躍していた国鉄110形蒸気機関車や「エドモンド・モレルの碑」のほか、英国の資料や専門家の協力によって復元製作された中等客車や遠方信号機の実物大レプリカ、ジオラマや資料などを展示している。
- 国鉄110形蒸気機関車
- 中等客車（レプリカ）

### その他の施設

#### みなとみらい・馬車道方面
- クロスゲート
  - 横浜桜木町ワシントンホテル
- ヒューリックみなとみらい（旧称：TOCみなとみらい/CIAL桜木町と屋根伝いに接続）
  - コレットマーレ
  - 横浜ブルク13
  - ニューオータニイン横浜プレミアム
- 富士ソフト本社ビル
- 横浜桜木郵便局
- 横浜みなとみらい21
  - 日本丸メモリアルパーク
    - 横浜みなと博物館（旧称：横浜マリタイムミュージアム）
    - 展示ドック（重要文化財〈旧横浜船渠株式会社第一号船渠〉）
      - 帆船日本丸（重要文化財）

  - 汽車道（横浜港駅への貨物支線廃線跡地を活用したもの）
  - 横浜ワールドポーターズ
  - よこはまコスモワールド
  - 横浜ハンマーヘッド（新港ふ頭客船ターミナル複合施設）
  - 横浜赤レンガ倉庫（当駅から徒歩約15分）
  - 横浜ランドマークタワー（駅前と動く歩道で接続）
    - 横浜ロイヤルパークホテル
    - ランドマークプラザ
    - ドックヤードガーデン（重要文化財〈旧横浜船渠株式会社第二号船渠〉）

  - クイーンズスクエア横浜
    - 横浜ベイホテル東急（旧称：パンパシフィックホテル横浜）
    - みなとみらい駅（横浜高速鉄道みなとみらい線）

  - MARK IS みなとみらい
  - 横浜国際平和会議場（パシフィコ横浜）
    - ヨコハマグランドインターコンチネンタルホテル

  - 日石横浜ビル
  - 横浜銀行本店ビル
  - ぴあアリーナMM
  - 横浜美術館
  - 三菱重工横浜ビル
    - 三菱みなとみらい技術館
- 北仲通地区
  - 弁天橋
  - 北仲橋
  - 横浜市役所（新市庁舎）
  - 横浜アイランドタワー
  - KITANAKA BRICK&WHITE（ザ・タワー横浜北仲低層部）
  - アパホテル&リゾート〈横浜ベイタワー〉
- 馬車道駅（横浜高速鉄道みなとみらい線）
- JR東日本ホテルメッツ横浜桜木町 - 事前予約をすることで、駅ナカシェアオフィス「STATION WORK」が利用可能[報道 12]。

#### 野毛・紅葉坂方面
- 野毛
  - 野毛ちかみち
  - 横浜にぎわい座
  - ちぇるる野毛
  - 横浜市中央図書館
  - 野毛山動物園
  - 伊勢山皇大神宮
  - 成田山横浜別院延命院
  - ウインズ横浜
  - 日ノ出町駅（京急本線）
- 桜木町
  - ぴおシティ
    - サテライト横浜
    - ジョイホース横浜

  - 横浜市健康福祉総合センター
  - 神奈川県歯科医師信用組合本店
- 神奈川県立図書館
- 神奈川県立青少年センター
- 神奈川県立音楽堂
- 横浜能楽堂

#### 関内方面
- 大江橋
- 群馬銀行横浜支店
- 横浜指路教会

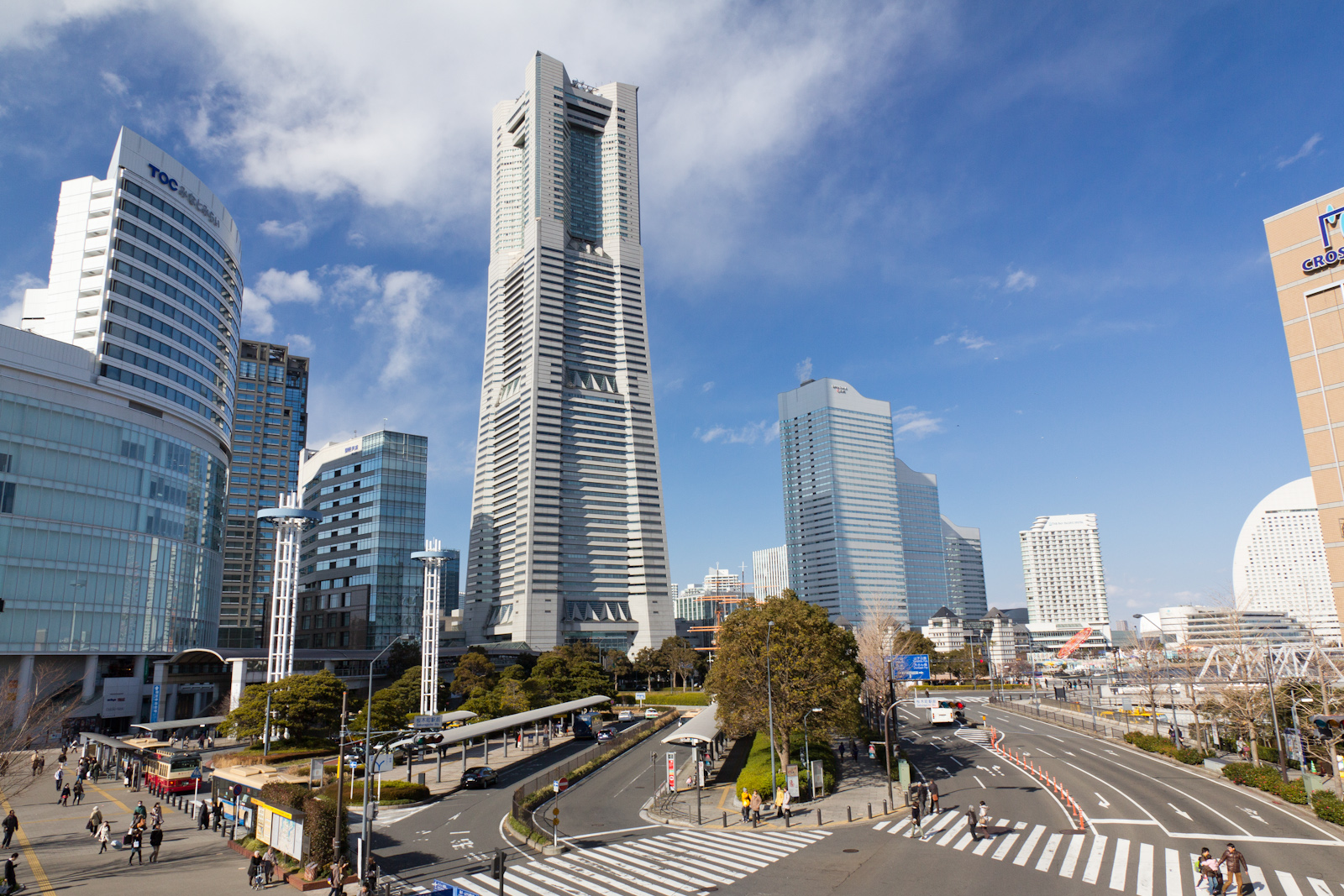
駅東側のバスロータリーとみなとみらい地区

## バス路線
駅の東側にロータリーがあり、以下のように各路線バスが乗り入れていて、桜木町駅前・桜木町駅と称している。一部のバス停留所はJRと横浜市営地下鉄の間の国道16号上に存在している。駅ロータリー北側のみなとみらい大通り上（動く歩道下）には日本丸メモリアルパーク停留所が、駅西側の県道218号線上には野毛大通り停留所があり、こちらも利用可能である。なお、同バス停は江ノ電バスだけが桜木町停留所を名乗っていたが、2008年7月1日から野毛大通り停留所となった。

### 桜木町駅前・桜木町駅
| のりば | 運行事業者              | 系統・行先 |
| ------ | ----------------------- | --- |
| 1      | 神奈川中央交通          | 11（YAMATE LINER）：保土ヶ谷駅東口 |
| 1      | 横浜市営バス            | - 20：山手駅前 - 26：横浜港シンボルタワー / 海づり桟橋 / 港湾ガレッジ前 / 本牧TOC / 本牧車庫 / 本牧ポートハイツ前                                |
| 2      | 横浜市営バス            | - 8：本牧車庫 - 58：磯子車庫 - 280（急行・ぶらり三渓園BUS）：三渓園                                                                              |
| 3      | 横浜市営バス            | - 89（ぶらり野毛山動物園BUS）：横浜駅前 - 156・292：パシフィコ横浜 - 271（あかいくつ）：桜木町駅（循環） / ハンマーヘッド                        |
| 4      | （降車専用）            | （降車専用） |
| 5      | （降車専用）            | （降車専用） |
| 6      | 横浜市営バス            | - 21：市電保存館 / 根岸駅前 - 113：磯子車庫 - 158：滝頭                                                                                          |
| 7      | 京浜急行バス            | - 110：杉田平和町 - 空港リムジン：羽田空港第3ターミナル                                                                                          |
| 8      | 横浜市営バス            | - 89（ぶらり野毛山動物園BUS）：一本松小学校 - 156：滝頭 - 292：浅間町車庫                                                                        |
| 8      | 相鉄バス                | 旭4：美立橋 |
| 9      | 神奈川中央交通          | - 横43・横44・戸45：戸塚駅東口 - 船20：大船駅（笠間口） - 港61：港南台駅                                                                         |
| 10     | フジエクスプレス        | - 134：桜木町駅 / 大鳥中学校前 - 新山下・ダイワコーポレーション前                                                                                |
| 10     | 横浜市営バス            | - 271（あかいくつ）：桜木町駅前（市役所口） |
| 10     | - 相鉄バス - 富士急バス | レイクライナー：河口湖駅 |
| 11     | 横浜市営バス            | - 101：根岸駅前 - 105・106：本牧車庫 / 桜木町駅前（市役所口）                                                                                    |
| 12     | 横浜市営バス            | - 8・26・105：横浜駅前 - 101：保土ヶ谷車庫 - 106：境木中学校 / 保土ヶ谷駅東口 - 280（ぶらり三渓園BUS・急行）・328（急行）・341（急行）：横浜駅前 |
| 12     | 神奈川中央交通          | 横43・横44・港61：横浜駅東口 |
| 12     | 京浜急行バス            | 110：横浜駅 |

### 日本丸メモリアルパーク
| のりば | 運行事業者   | 系統・行先                                                              |
| ------ | ------------ | ----------------------------------------------------------------------- |
| 1      | 横浜市営バス | - 109・123（急行）・168：横浜駅前                                       |
| 2      | 横浜市営バス | - 109：横浜駅前（循環） - 123（急行）：日産本牧専用埠頭 - 168：本牧車庫 |

### 野毛大通り
| のりば | 運行事業者       | 系統・行先                                                                              |
| ------ | ---------------- | --------------------------------------------------------------------------------------- |
| 1      | 横浜市営バス     | - 89（ぶらり野毛山動物園BUS）：横浜駅前 / 桜木町駅前 - 156：パシフィコ横浜 / 桜木町駅前 |
| 1      | フジエクスプレス | 134：桜木町駅前                                                                         |
| 2      | 横浜市営バス     | - 89（ぶらり野毛山動物園BUS）：一本松小学校 - 156：滝頭                                 |
| 2      | フジエクスプレス | 134：桜木町駅 / 大鳥中学校前                                                            |

## 歌手による駅周辺での撮影
- 2004年6月2日にリリースされた横浜出身の平成フォークデュオ・ゆずの通算20枚目のシングル「桜木町」は、同年に廃止された東急東横線の桜木町駅を唄った歌である。ゆず本人達曰く、桜木町駅（特に東急東横線）は相当思い入れのある駅だったため、東急東横線の桜木町駅がなくなると聞いた時に思い出の場所を歌に残そうと思い、作った曲とのことである。彼らの楽曲「雨と泪」（1998年）のプロモーションビデオに根岸線と東急東横線の桜木町駅ホームが登場している。
- 山崎まさよしのヒット曲「One more time, One more chance」の舞台でもある。
- いきものがかりの曲「花は桜 君は美し」のプロモーションビデオは、根岸線の駅舎の前で撮影された。
- 2008年2月20日にデビューした黒人演歌歌手ジェロのデビューシングル「海雪」のプロモーションビデオ撮影は、桜木町駅と隣の高島町駅の旧東急東横線高架下で行った。

## その他

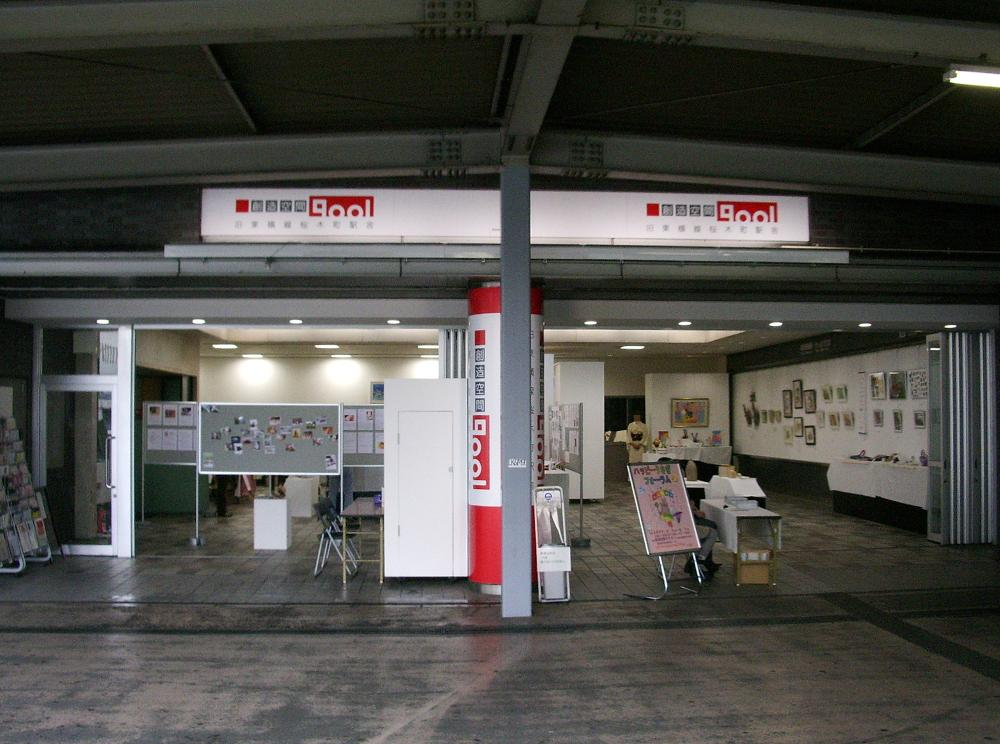
創造空間9001（2009年6月6日）

- 1989年の横浜博覧会開催に伴い駅舎の移転が行われる以前の旧改札口[33]は、「鉄道創業の地」記念碑[13][14]が現在設置されている広場付近（地下道の入口横）にあった[15]。なお、2020年には新たな改札口（新南口）が開設された[報道 4]が、場所はこの旧改札口付近となる。
  - 開催期間中、JR東日本は駅前で「夢空間'89」というイベントを開催し、試作寝台客車3両の公開を行なった[34]。駅改札近くには「さかさま小路」と呼ばれる人や自動車が逆さまになった彫刻などが展示されていた。この展示はいすゞ自動車が製作したもので、当時発売されていた自社製乗用車（ジェミニ・ピアッツァ）がモデルとなっている。
- 1998年、JR東日本の駅が関東の駅百選に選定された。選定理由は『明治5年に開業した鉄道発祥の地の駅で、現在は「みなとみらい21」都市の玄関口となっている駅』。横浜市営地下鉄と当時存在した東急の駅は選定の対象になっていない。
- 鉄道発祥の地であるため、駅構内コンコース柱には歴史を紹介する展示がある。製作はプラムデザイン[35]。
  - かつては、日本の鉄道の恩人エドモンド・モレルの碑も駅構内コンコース柱に展示されていたが、2020年6月に旧横ギャラリーに移設された。
- 2007年9月14日から2010年3月31日まで、旧東急東横線桜木町駅舎を改修した展示・イベントスペース「創造空間9001」が開設されていた。この9001の名称は、東横線桜木町駅の廃止の日に最後に入線した渋谷発桜木町行最終電車に充当された9000系9001Fの渋谷方先頭車のクハ9001に因んで命名された。

## 隣の駅
東日本旅客鉄道（JR東日本）
 根岸線
■快速・■各駅停車
横浜駅 (JK 12) - 桜木町駅 (JK 11) - 関内駅 (JK 10)
 横浜線（当駅 - 横浜駅間は根岸線）
■快速・■各駅停車
桜木町駅 (JK 11) - 横浜駅 (JK 12)
*:一部列車は根岸線大船方面へ乗り入れる。
東海道本線貨物支線（高島線）
東高島駅 - 桜木町駅
横浜市営地下鉄
 ブルーライン（3号線）
■快速
関内駅 (B17) - 桜木町駅 (B18) - 横浜駅 (B20)
■普通
関内駅 (B17) - 桜木町駅 (B18) - 高島町駅 (B19)
泉陽興業
YOKOHAMA AIR CABIN
桜木町駅 - 運河パーク駅

### かつて存在した路線
東京急行電鉄（東急）
■東横線
■特急・□通勤特急・■急行
横浜駅 - 桜木町駅
■各駅停車
高島町駅 - 桜木町駅

### 記事本文